# Terre cuite provençale
Pour les articles homonymes, voir Terre cuite et Provence (homonymie).

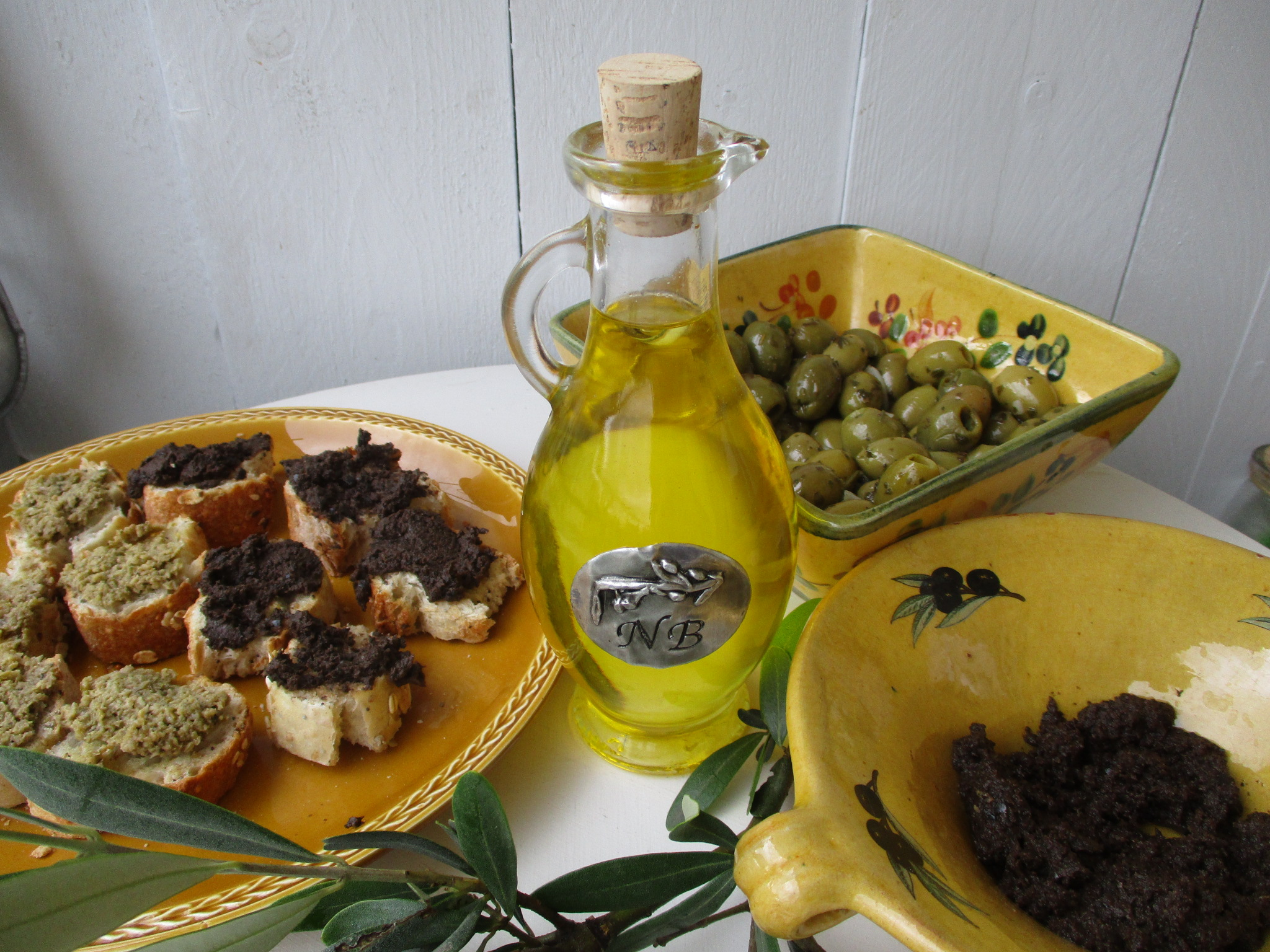
Service d'olives et tapenade dans des plats en terre cuite provençale.

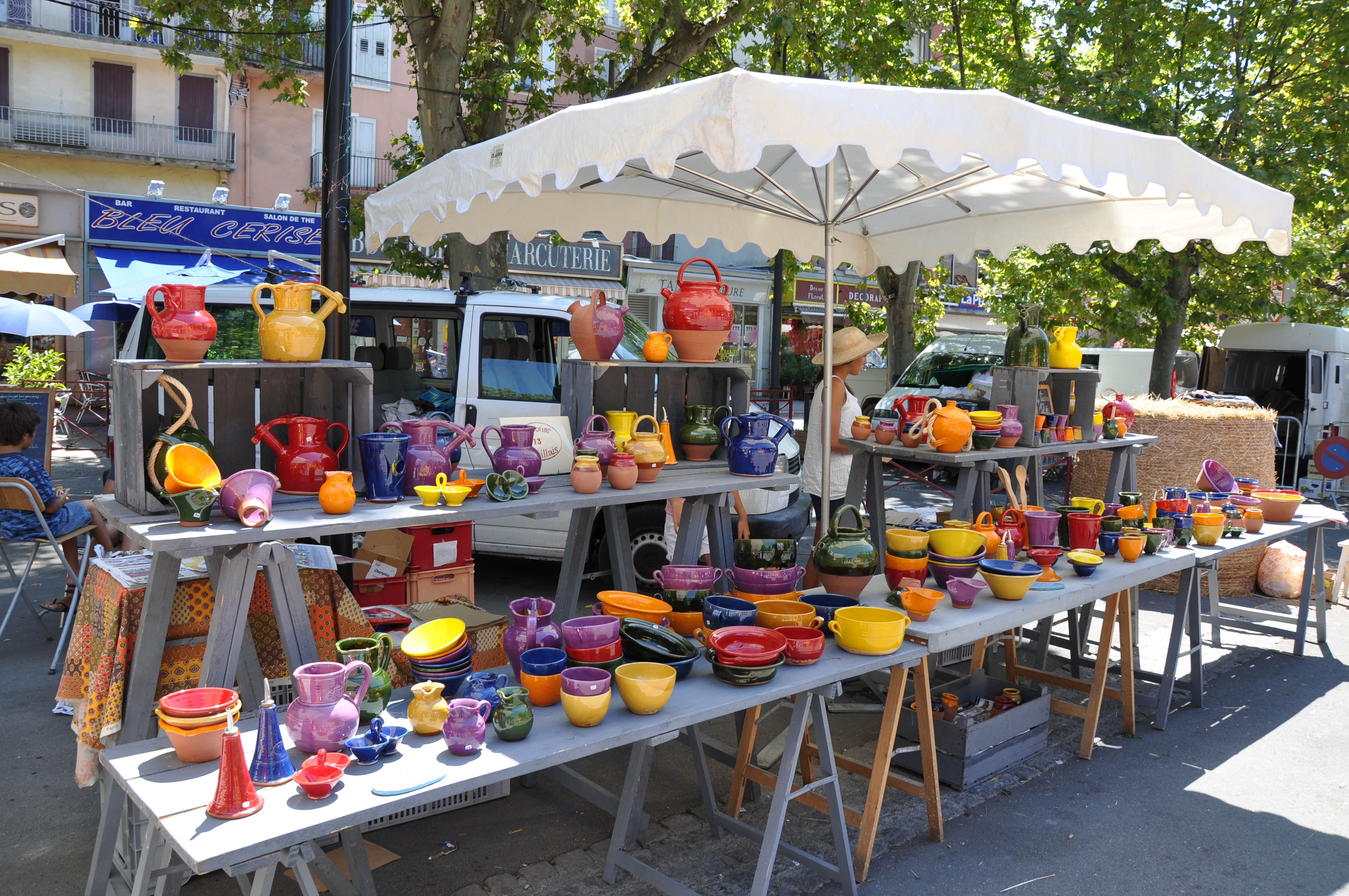
Poterie provençale, du marché de Provence de Digne-les-Bains

La terre cuite provençale est un matériau au cœur d'une industrie emblématique traditionnelle, d'artisanat d'art, de poterie et de diverses productions en terre cuite, céramique, faïence et porcelaine, brute ou vernissée, de Provence et région Provence-Alpes-Côte d'Azur. 

## Histoire
L'invention de la terre cuite date un peu partout dans le monde de la Révolution néolithique liée à la sédentarisation de l'humanité, et à ses besoins croissants avec le temps, de poterie alimentaire, et domestique, et de matériaux de construction d'habitat (au Paléolithique supérieur de la Préhistoire, vers -7000 en France, avec pour plus anciens vestiges connus les Vénus paléolithique, dont la Vénus de Dolní Věstonice en céramique du musée national de Prague, plus ancien témoignage de création en terre cuite connue d'Occident, 29 000 à 25 000 ans avant le présent...). 

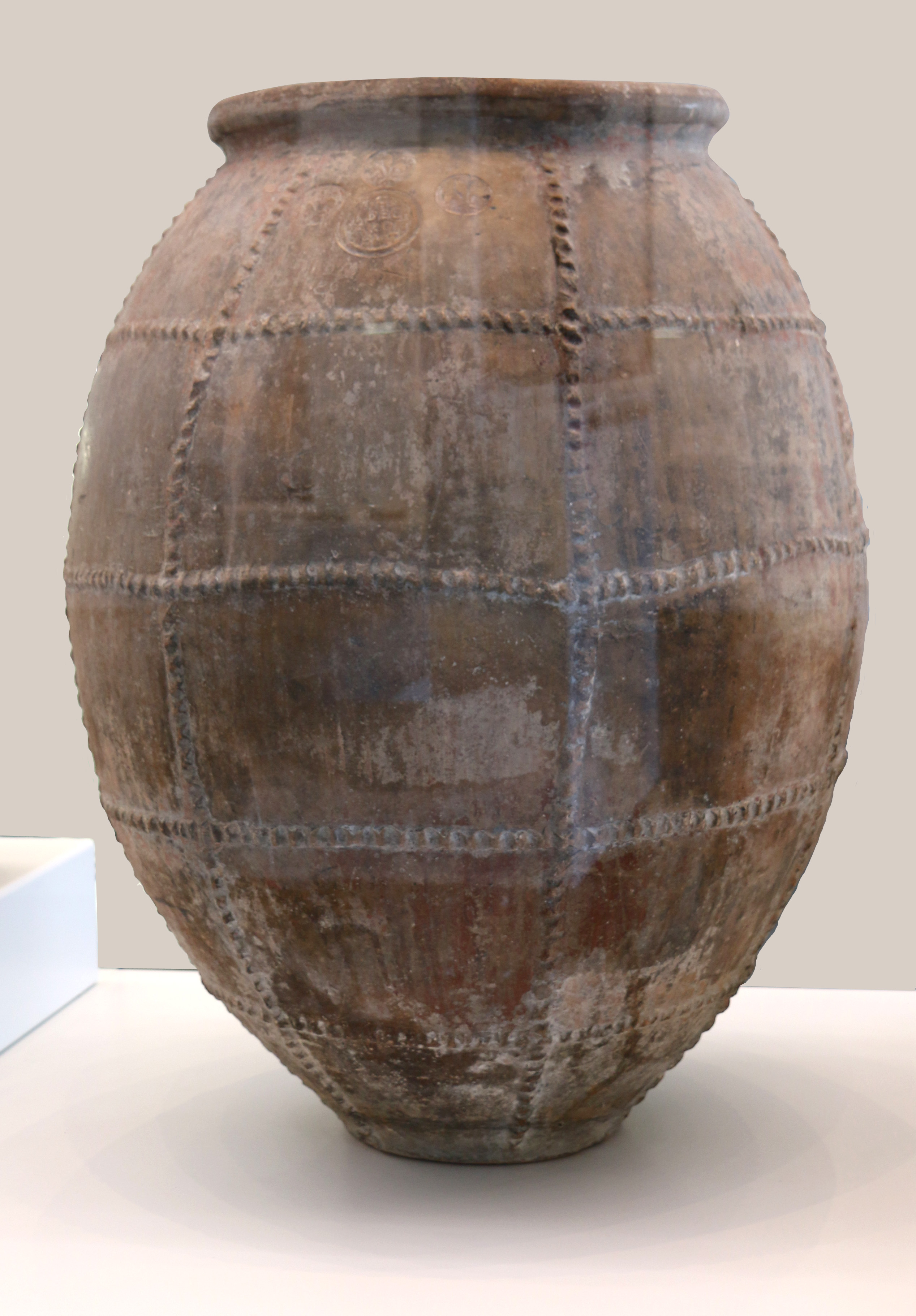
Jarre de Biot, musée d'histoire de Marseille
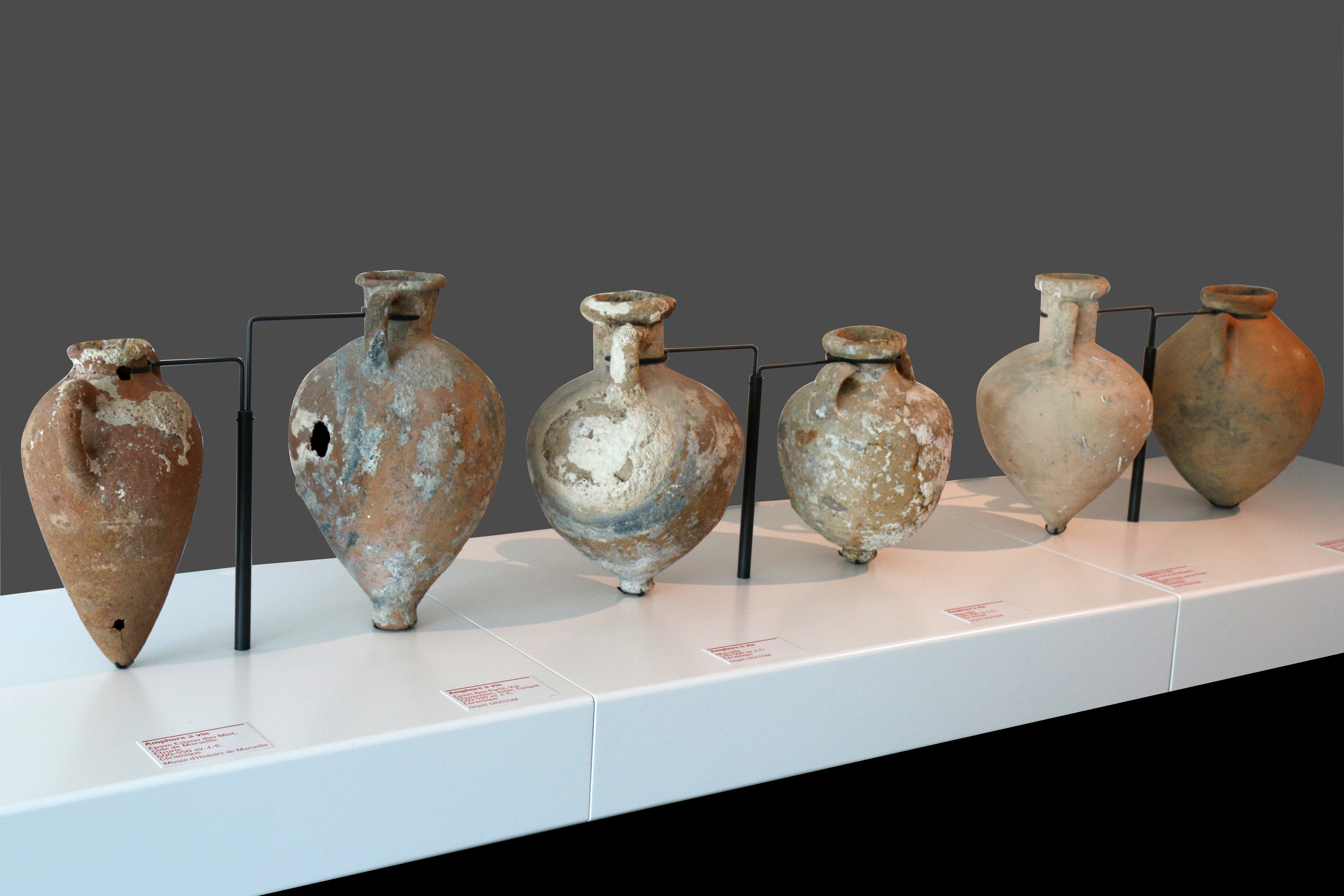
Amphores à vin de l'Antiquité, musée d'histoire de Marseille
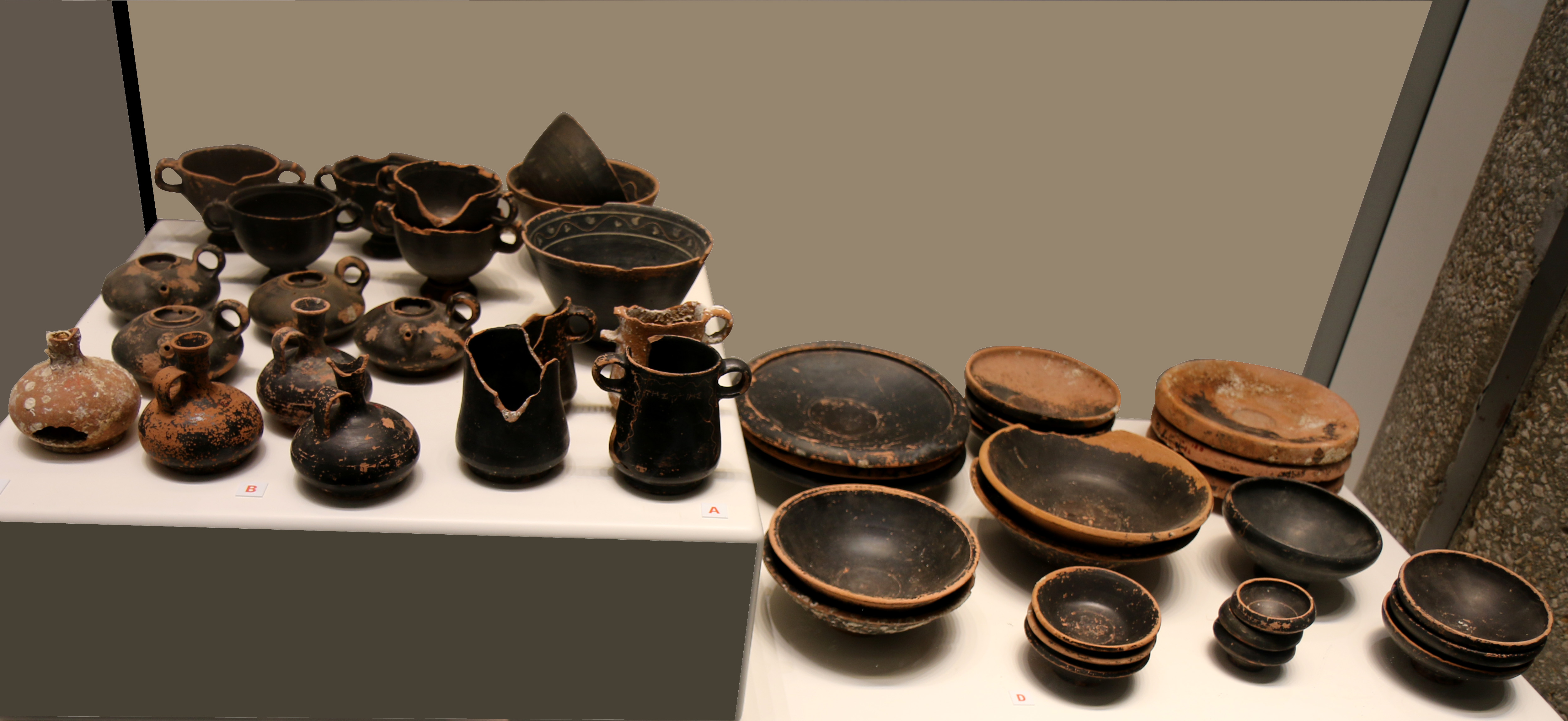
Vaisselle de l'Antiquité, musée d'histoire de Marseille
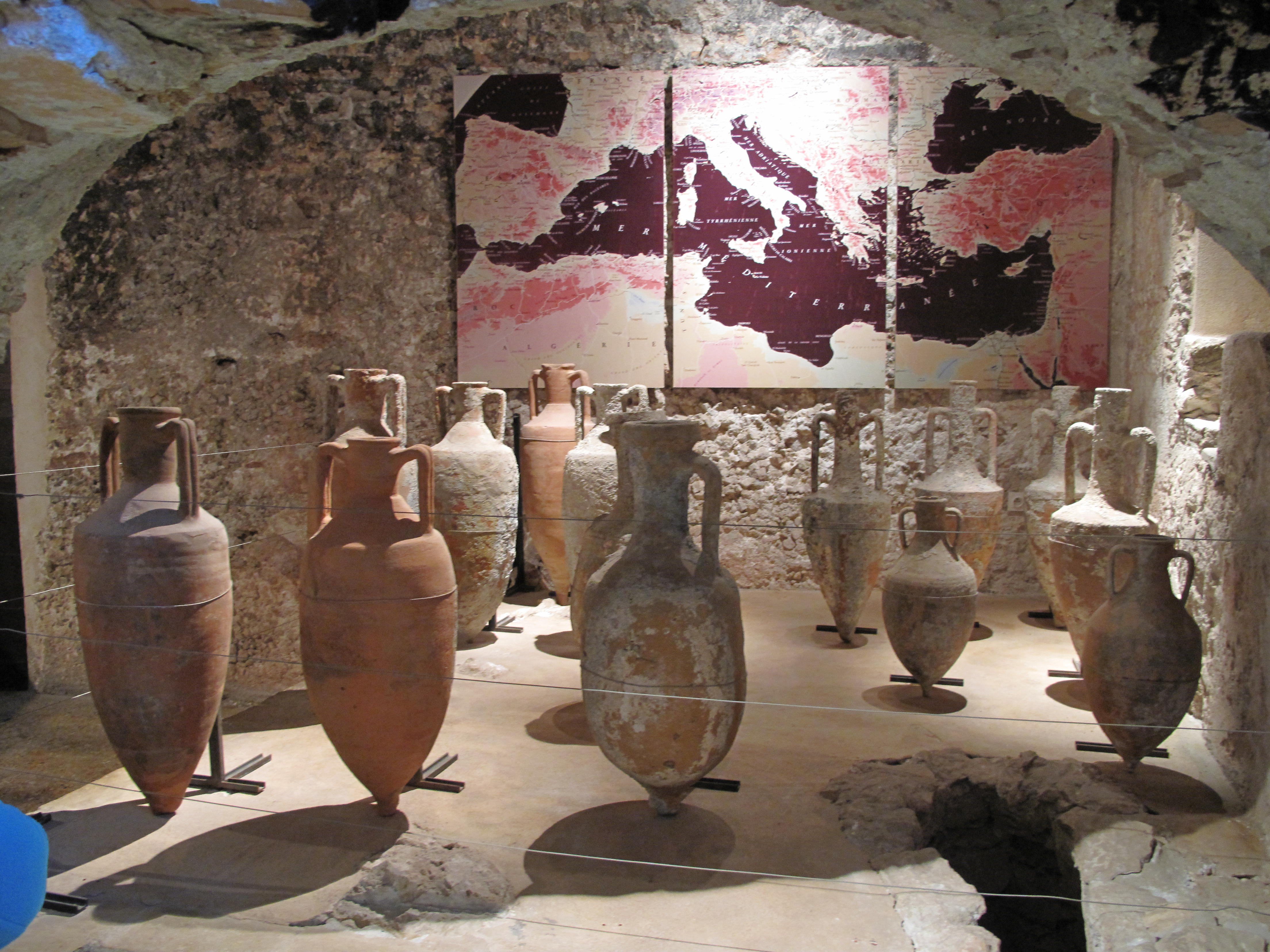
Amphores de l'îlot de la Tradelière (Côte d'Azur)
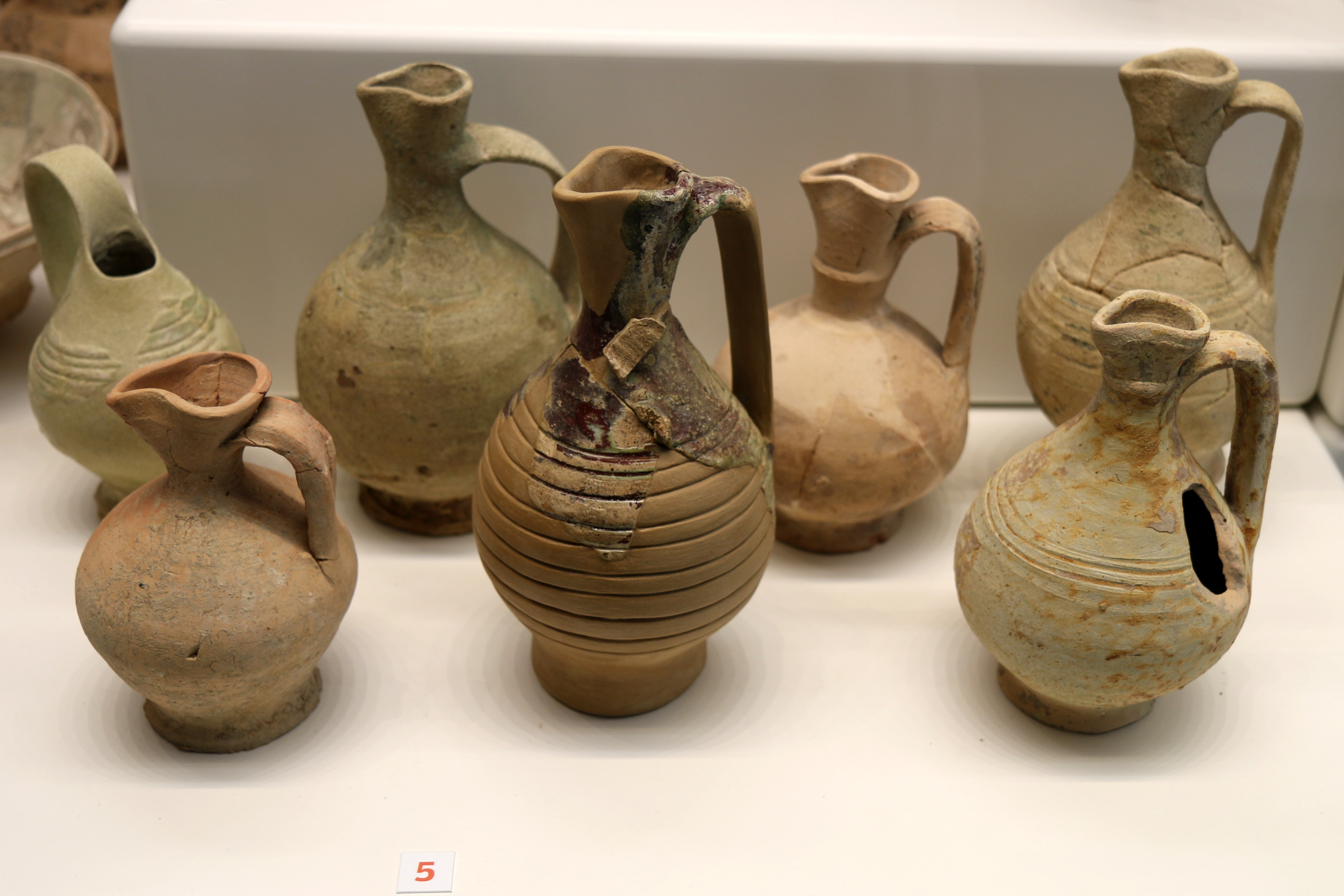
Pichets des XIIIe et XIVe siècles, musée d'histoire de Marseille
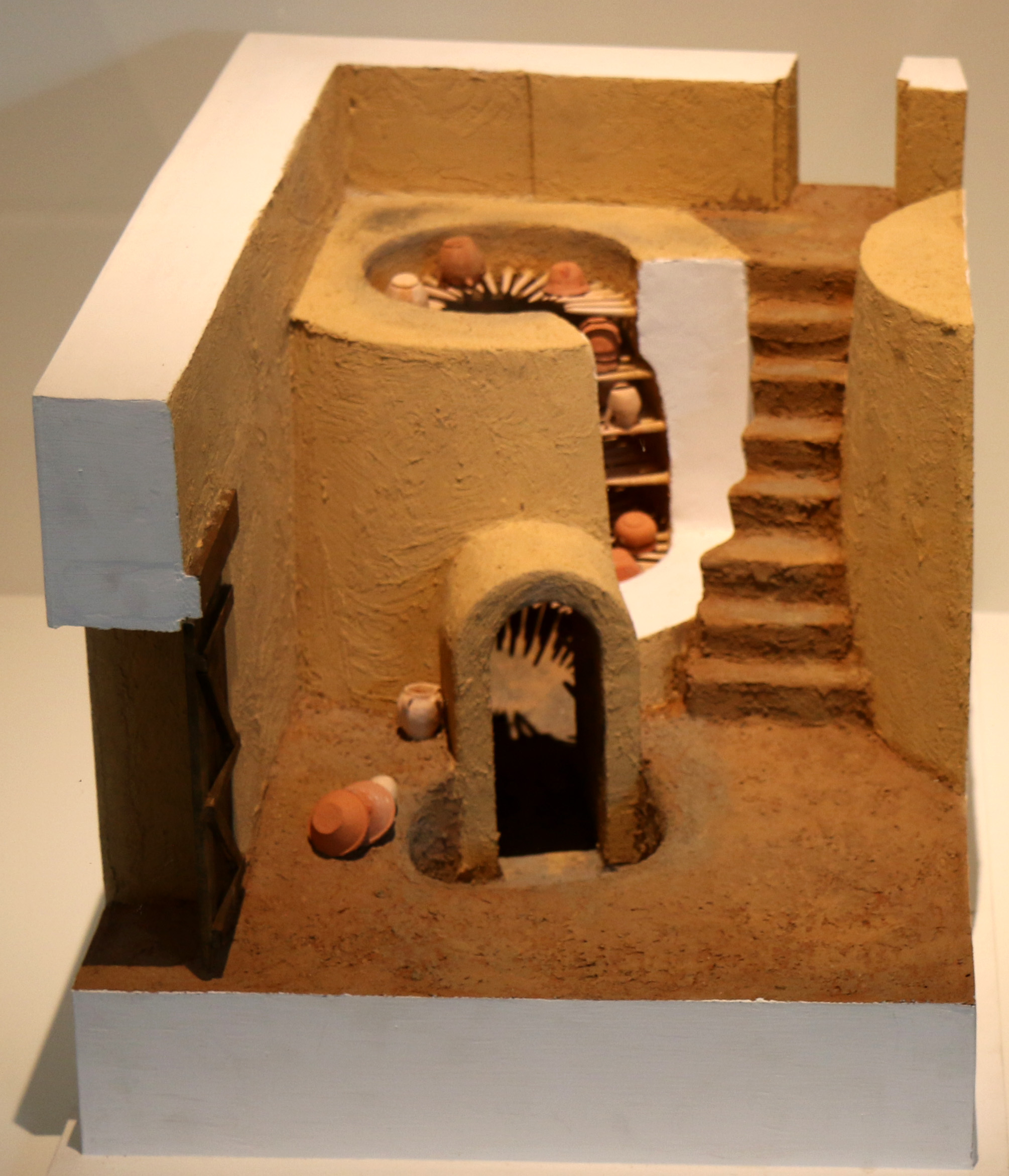
Four à barres (XIIe) musée d'histoire de Marseille
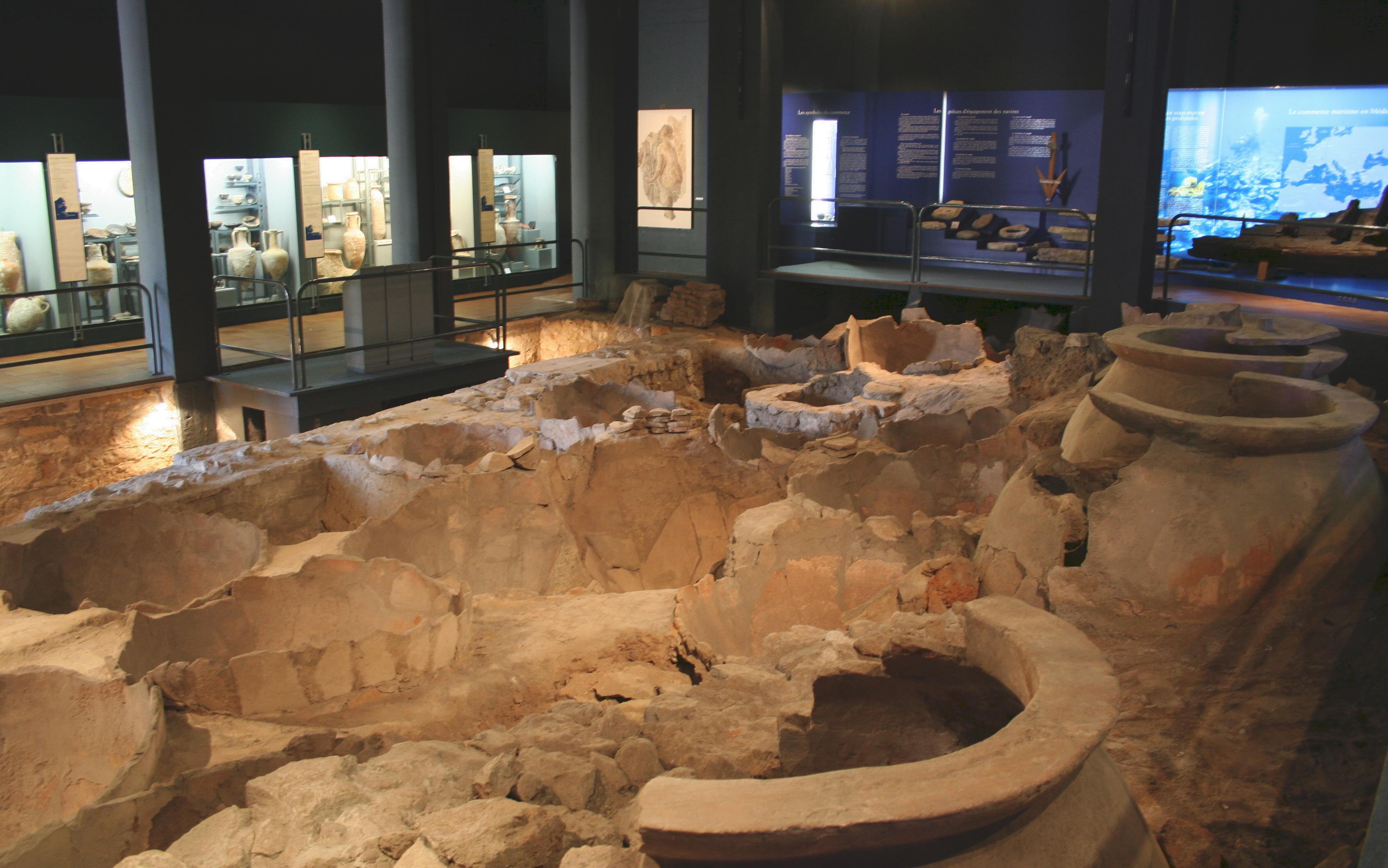
Doliums de Marseille antique, musée des docks romains
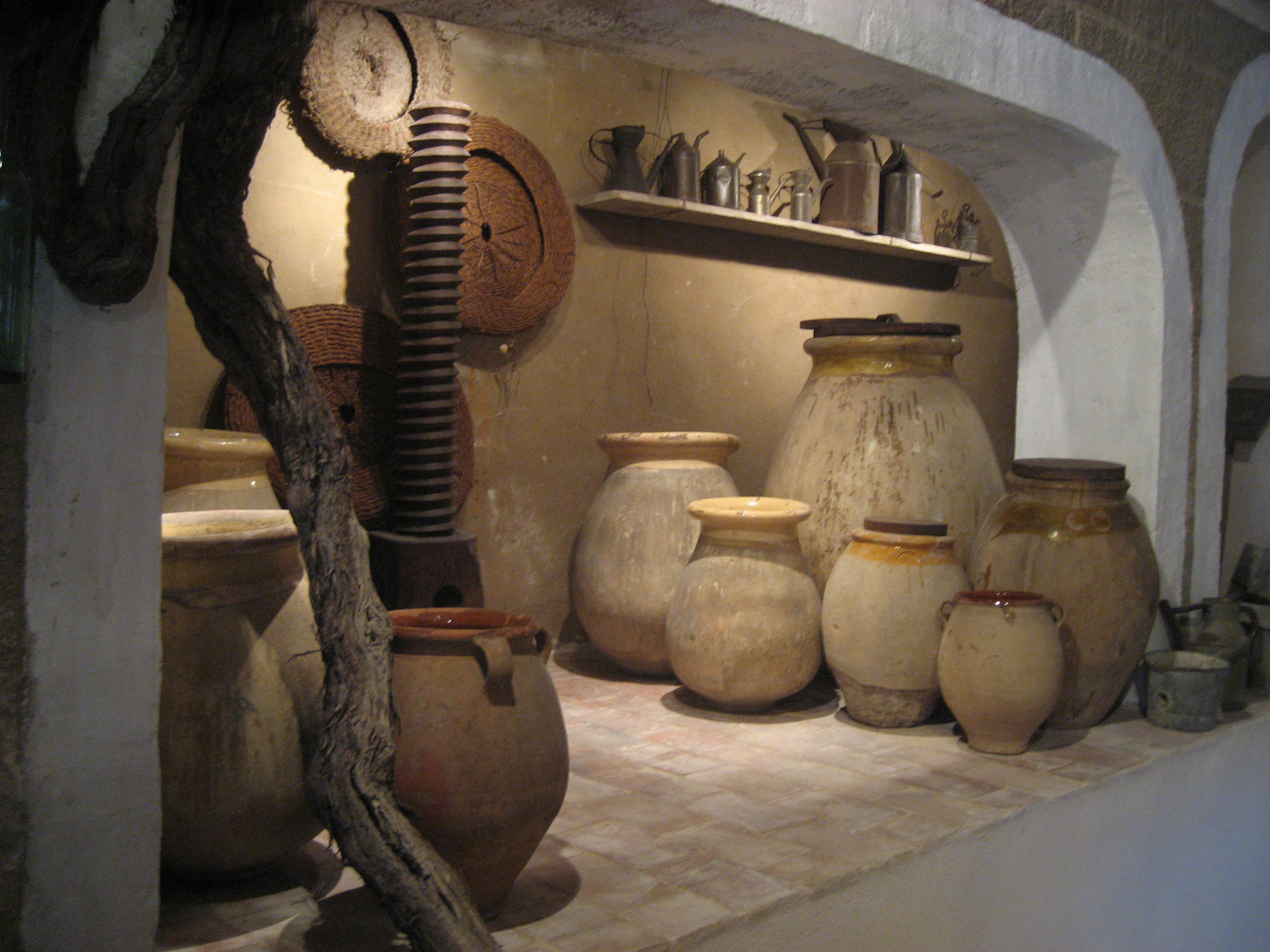
Salle agraire, musée du terroir marseillais
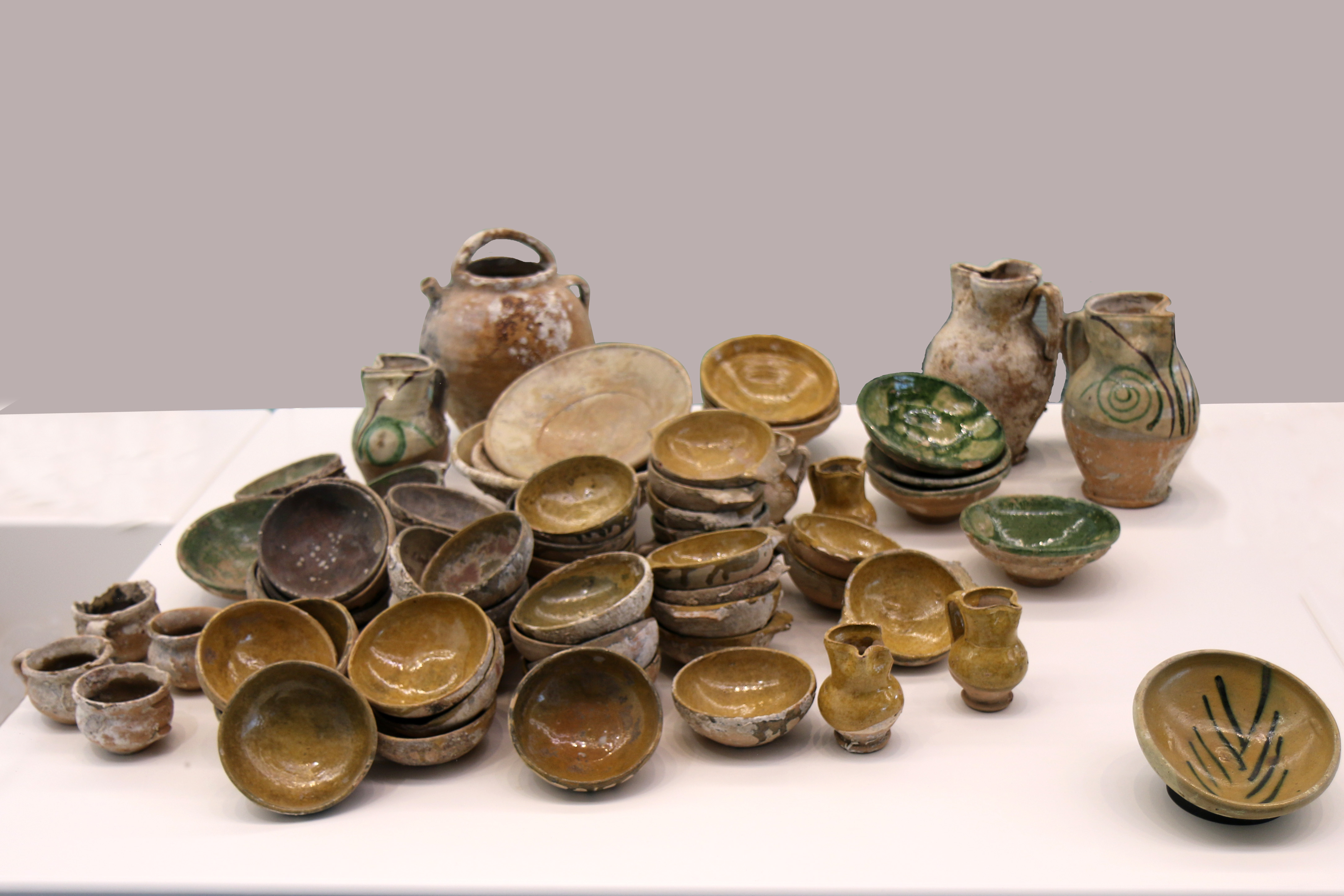
Poteries vernissées du XVIe siècle, musée d'histoire de Marseille
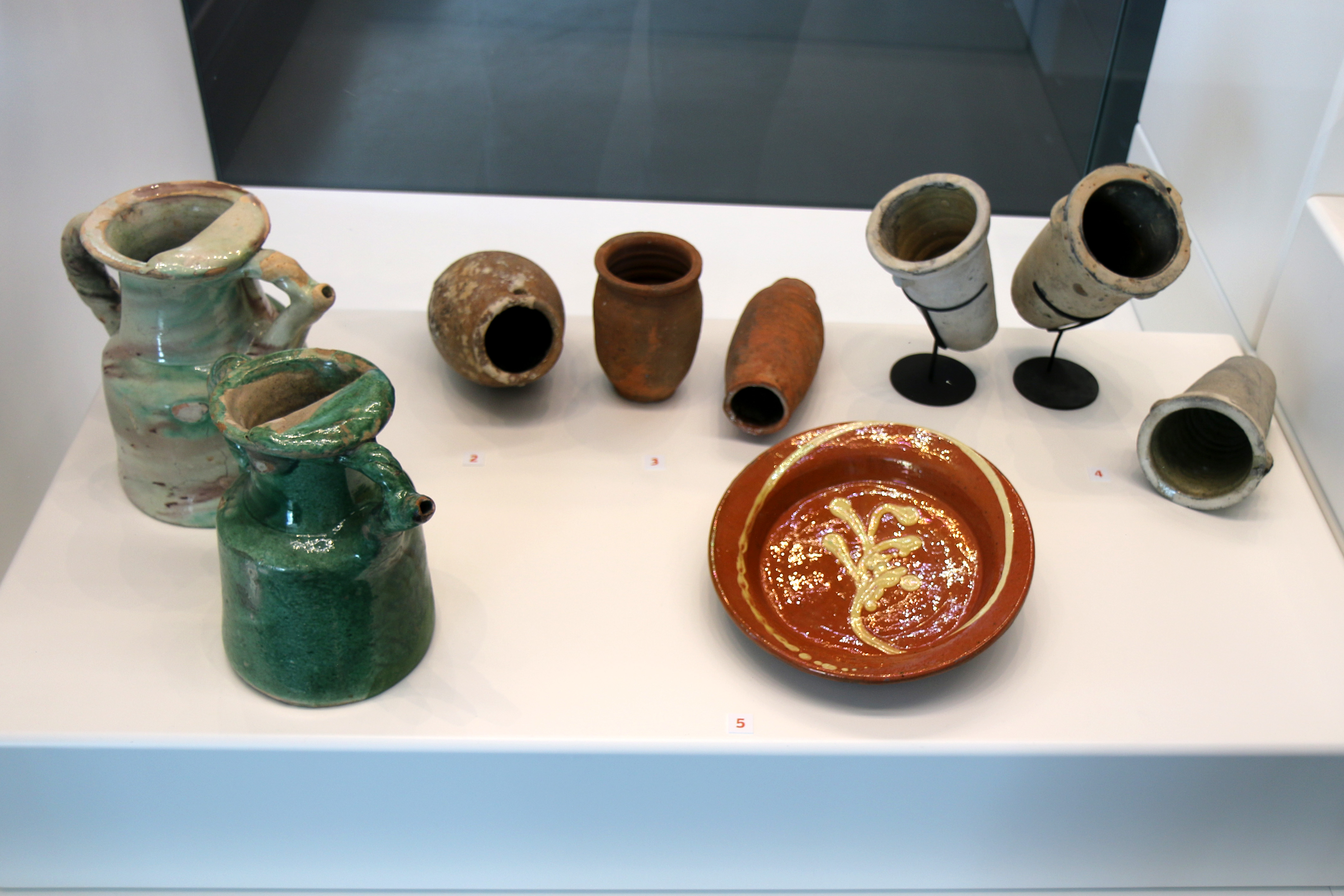
Poteries, musée d'histoire de Marseille
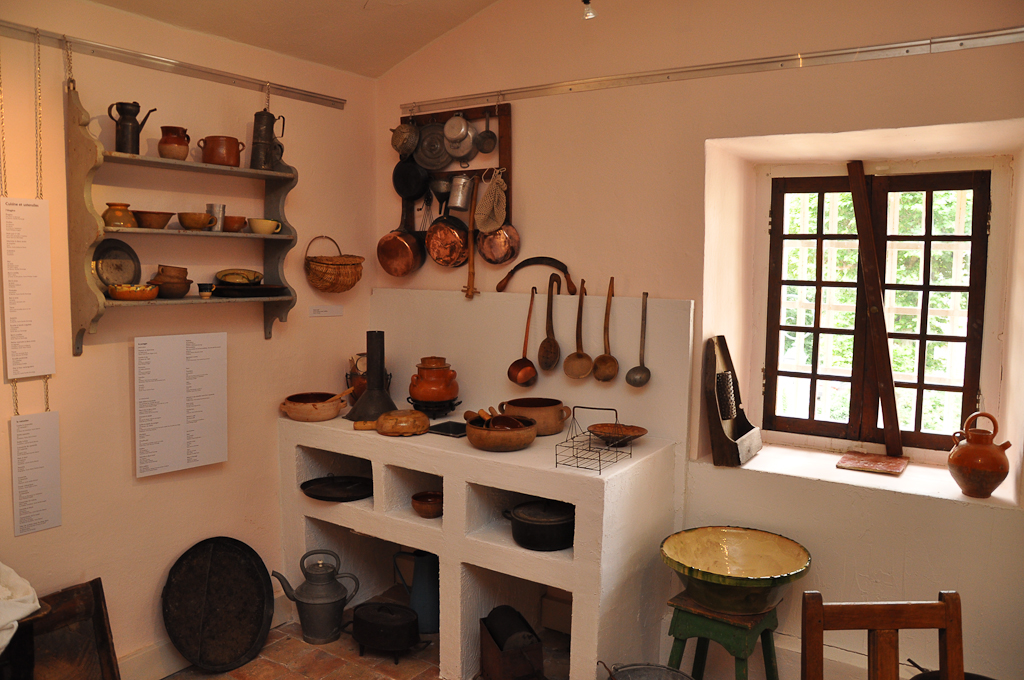
Ancienne cuisine provençale de Castellane (Alpes-de-Haute-Provence)

La terre cuite est le plus ancien des arts du feu, bien antérieure à la métallurgie et au verre. Les potiers et fabricants de terre cuite se développent au cours de l'évolution des civilisations, durant l'Antiquité, en particulier avec les céramique grecque antique, céramique en Égypte antique, civilisation Celtes, puis durant l'Antiquité romaine... La production de poterie, facile à fabriquer, à faible coût de production, décuple avec l'apparition du tour de potier (apparu en Mésopotamie vers -3500, et au Ier siècle av. J.-C. en Provence).  

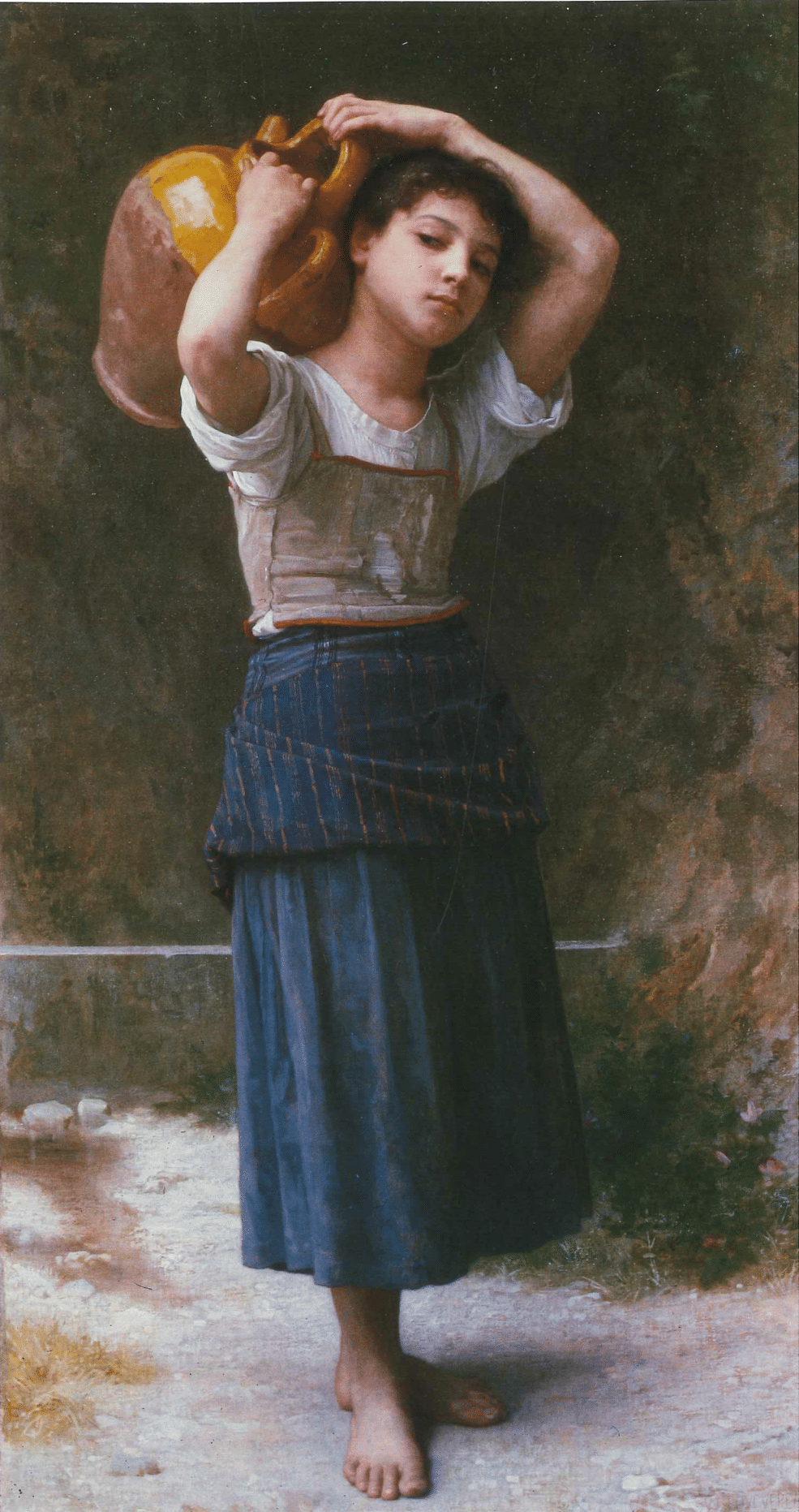
Jeune fille portant une cruche
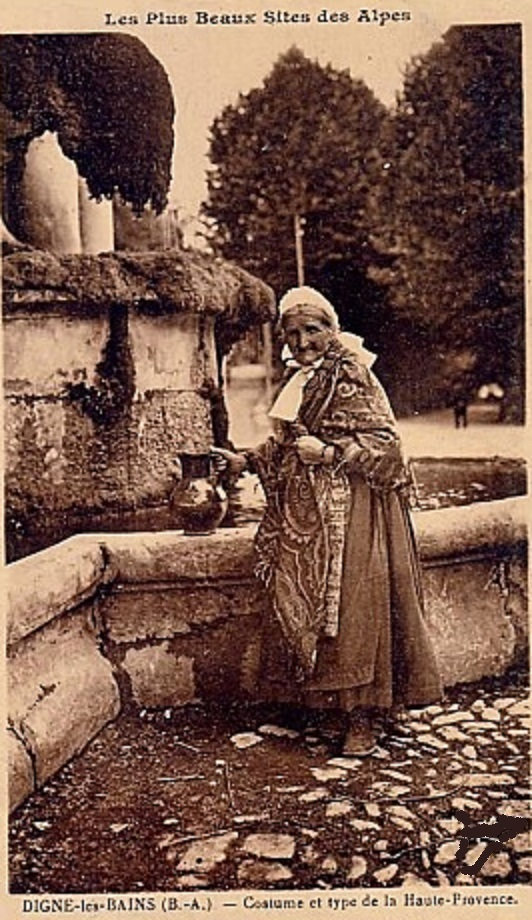
Digne-les-Bains
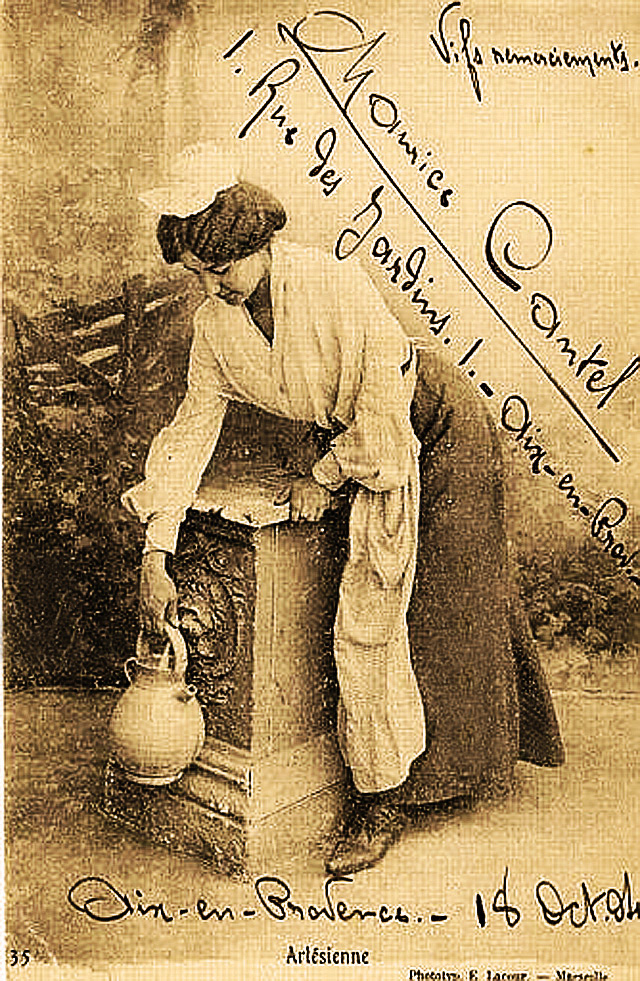
Arlésienne, 1904
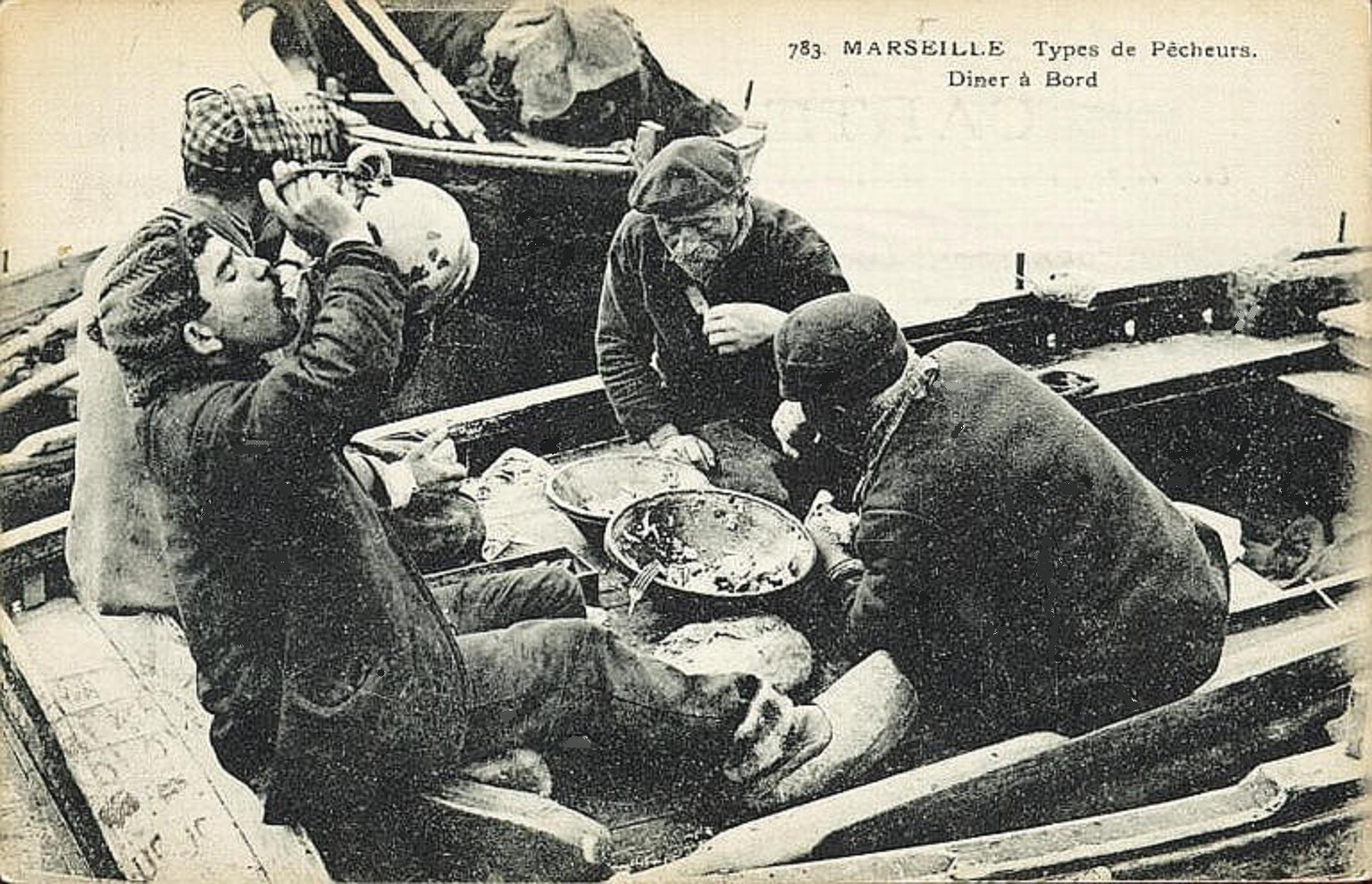
Diner de pêcheurs marseillais, à bord de leurs pointus, vers 1900
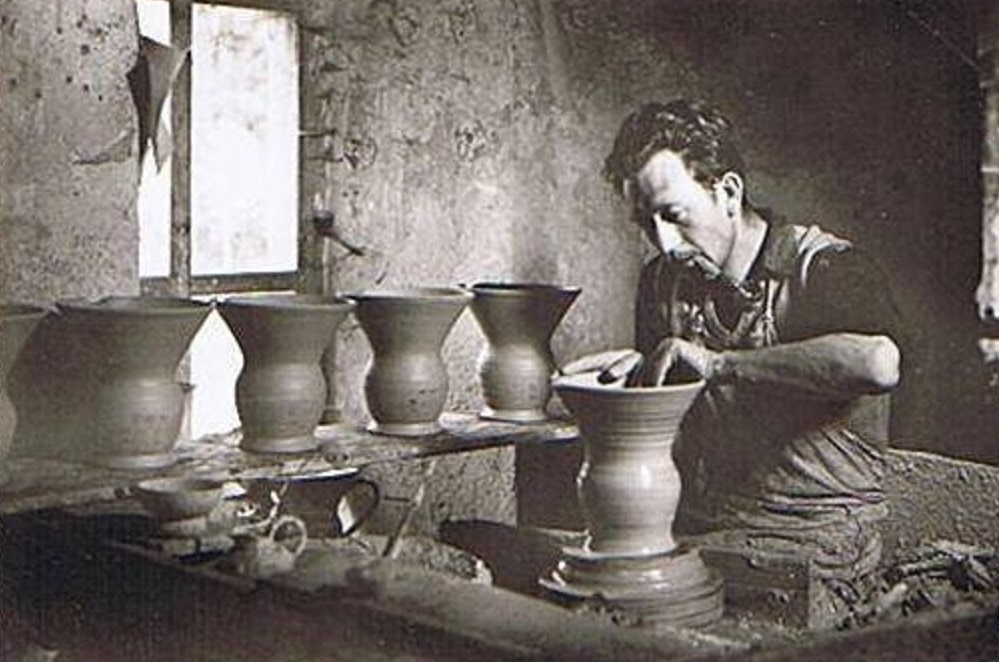
Potier et tour de potier, années 1930
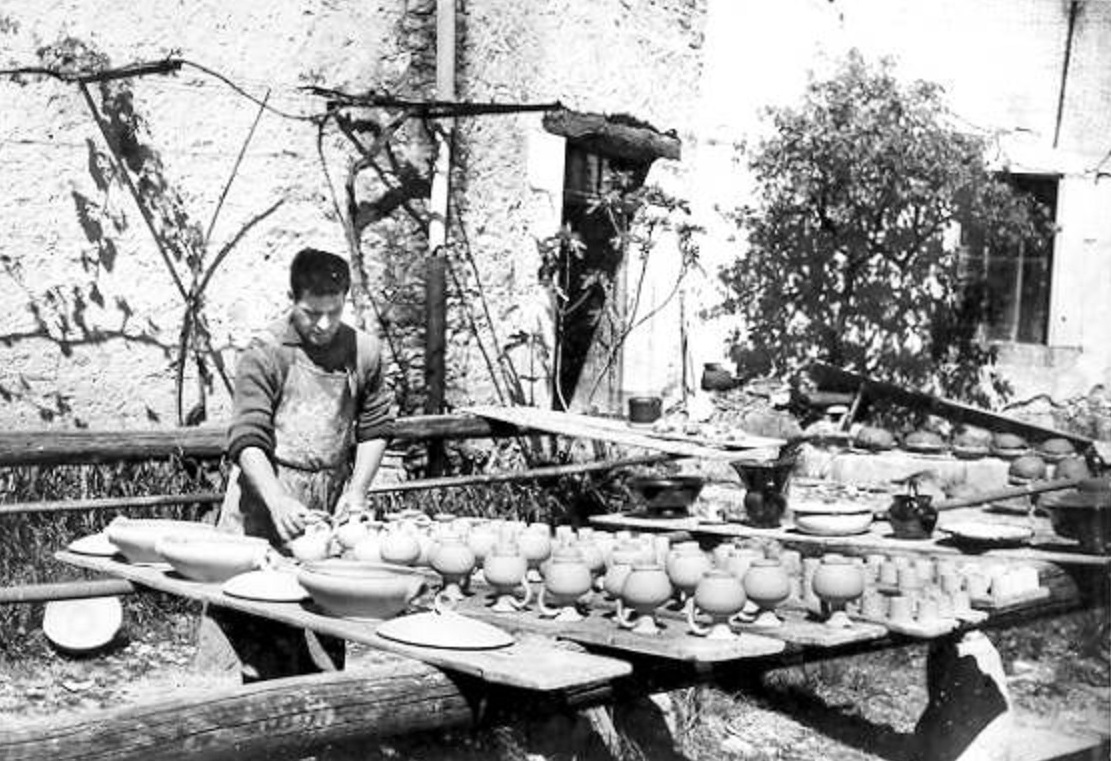
Poterie de Dieulefit, années 1930

## A ce jour
L'industrie artisanale historique de la terre cuite, reste à ce jour un des emblèmes de la région Provence-Alpes-Côte d'Azur, avec des centaines d'ateliers et commerces d'artisans potiers céramistes, dont certains sont labellisés Entreprise du patrimoine vivant.

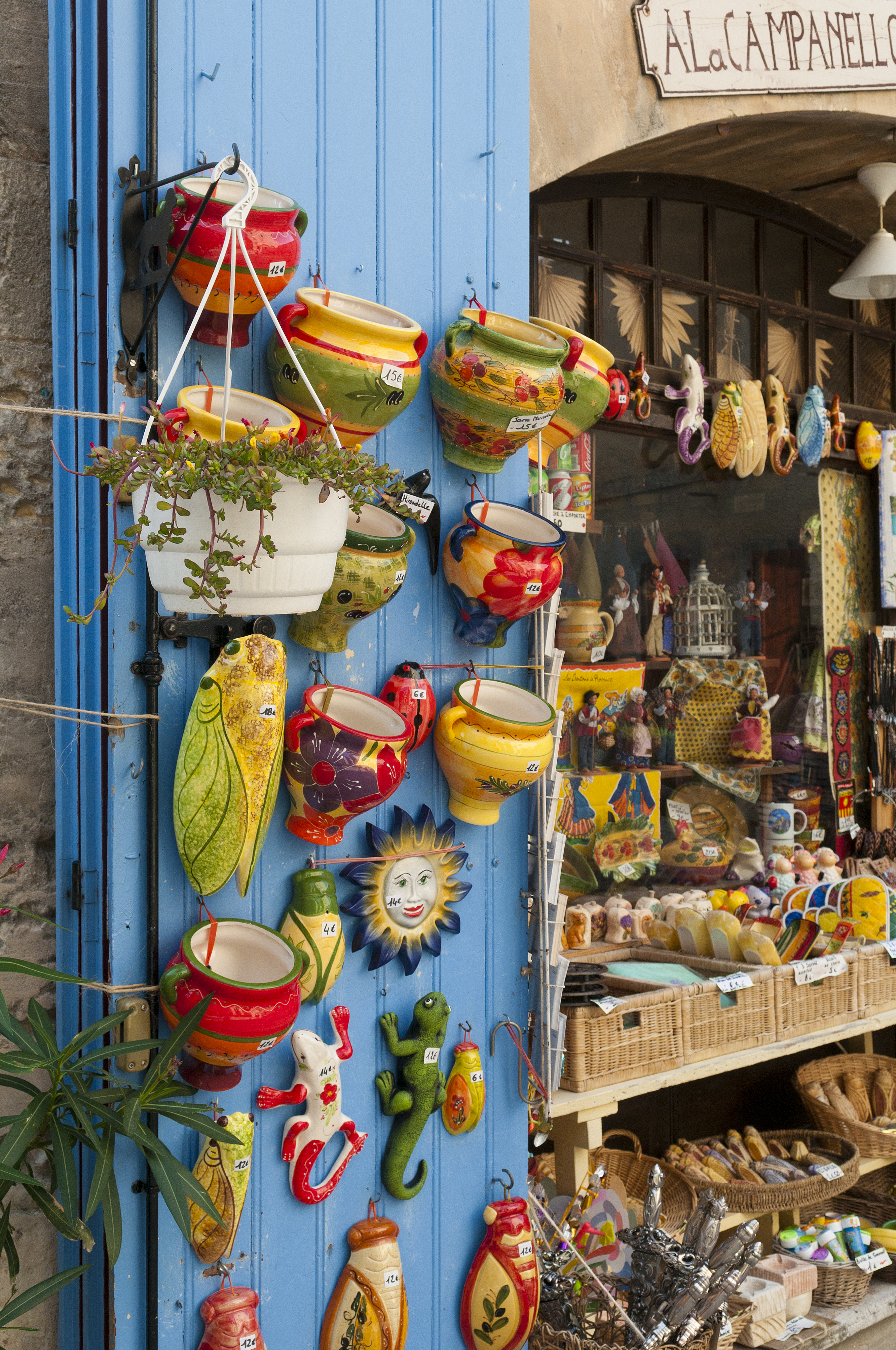
Boutique
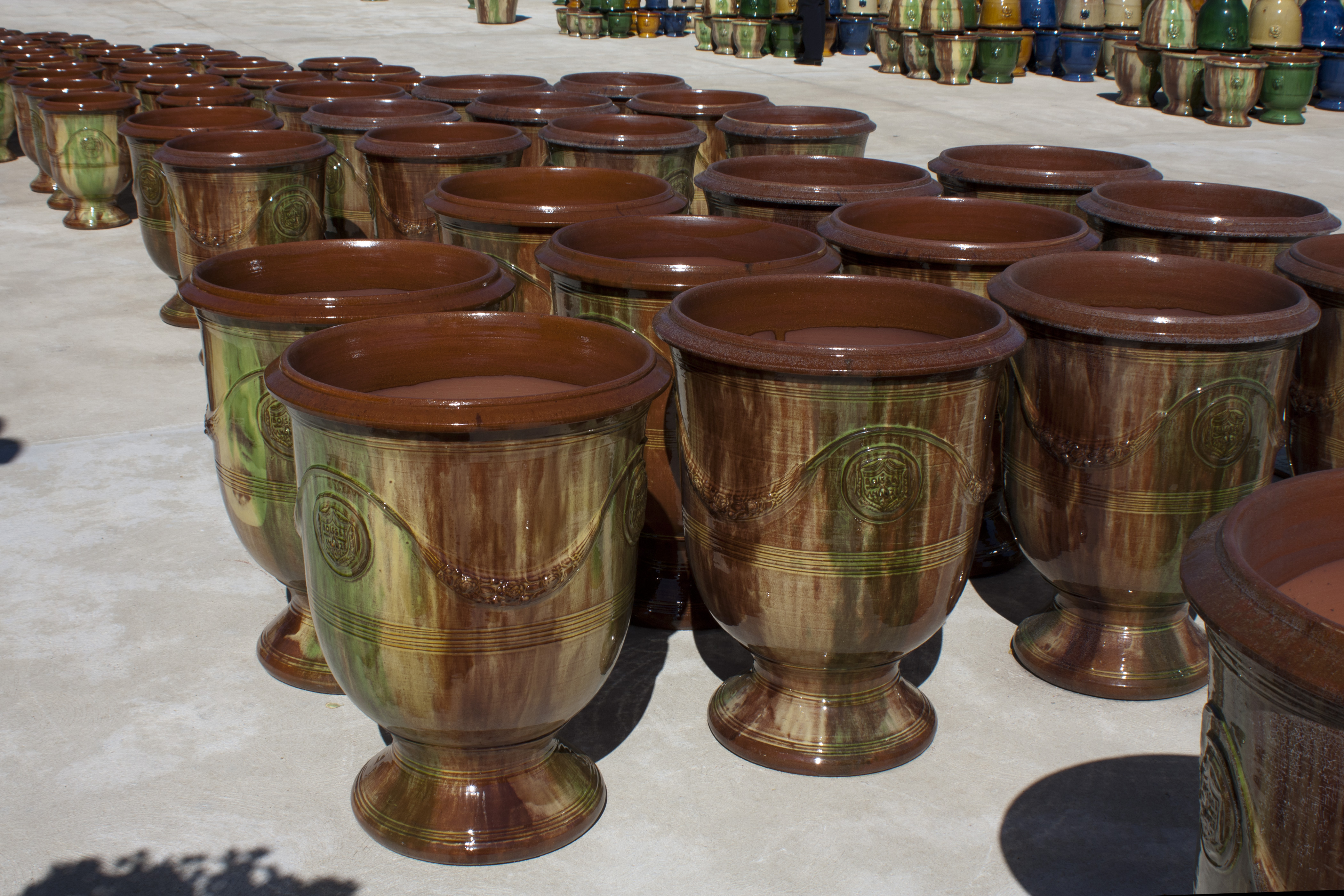
Poterie provençale d'Anduze
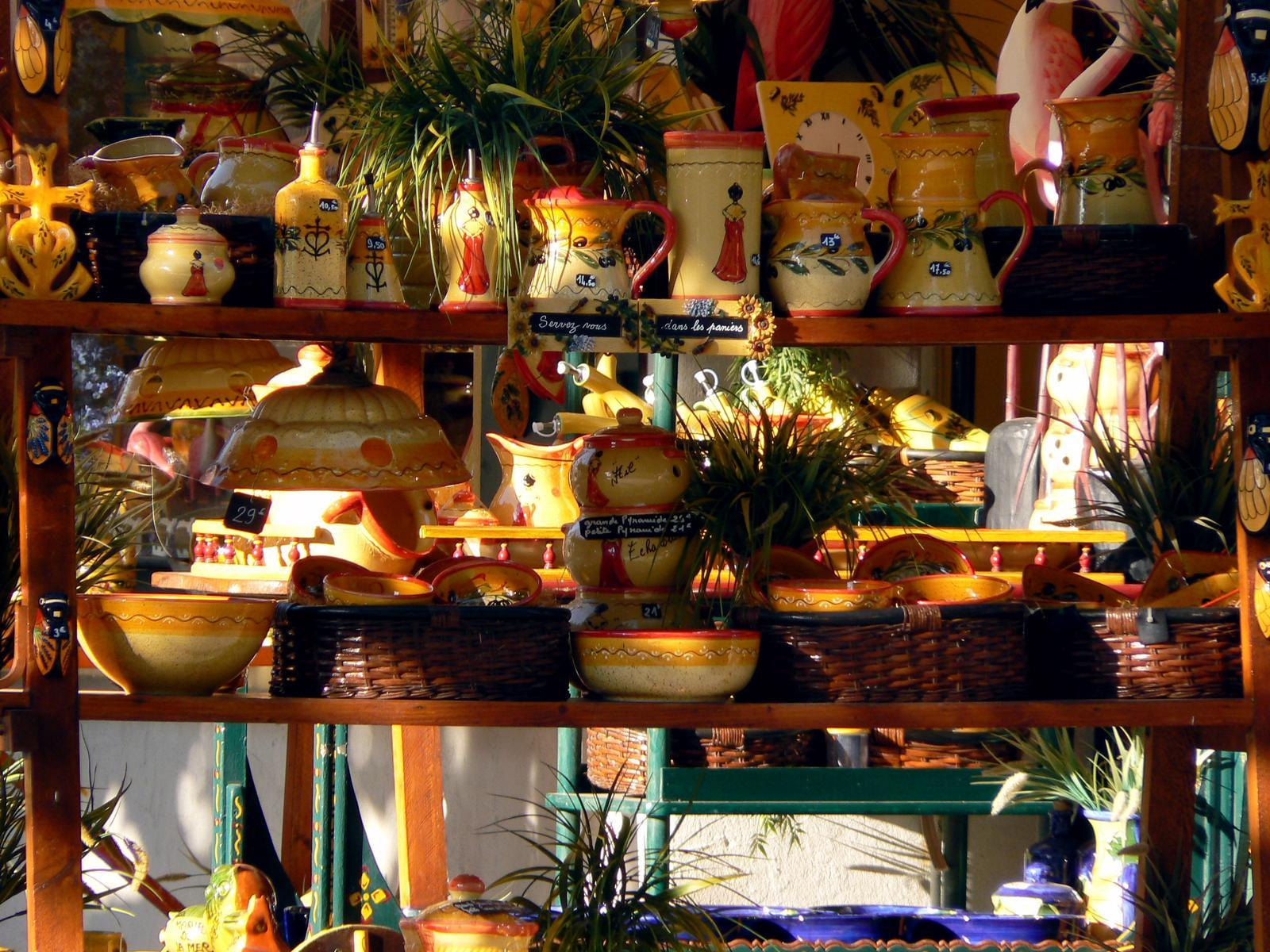
Saintes-Maries-de-la-Mer
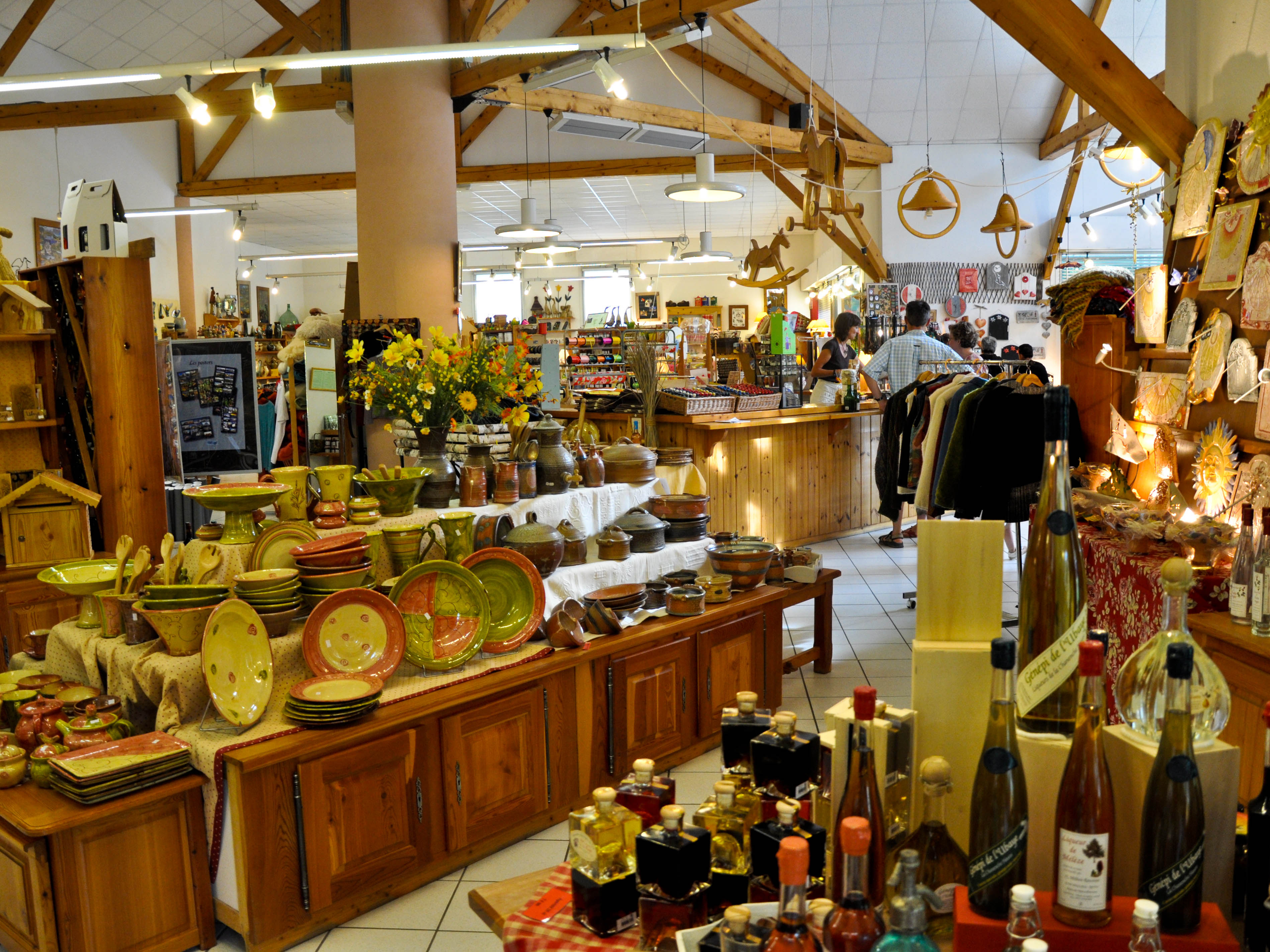
Commerce provençal
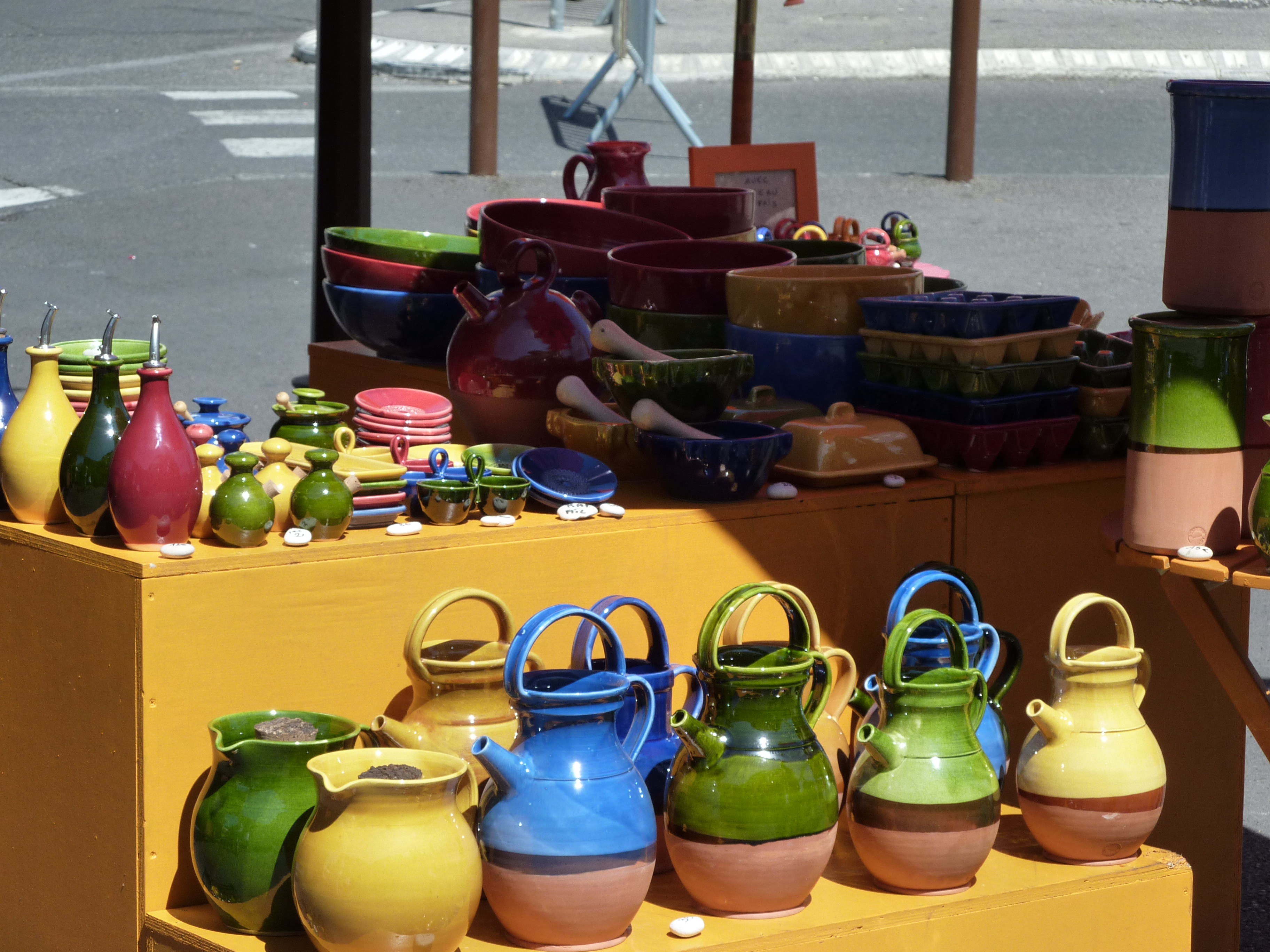
Poteries du marché de Provence d'Aubagne
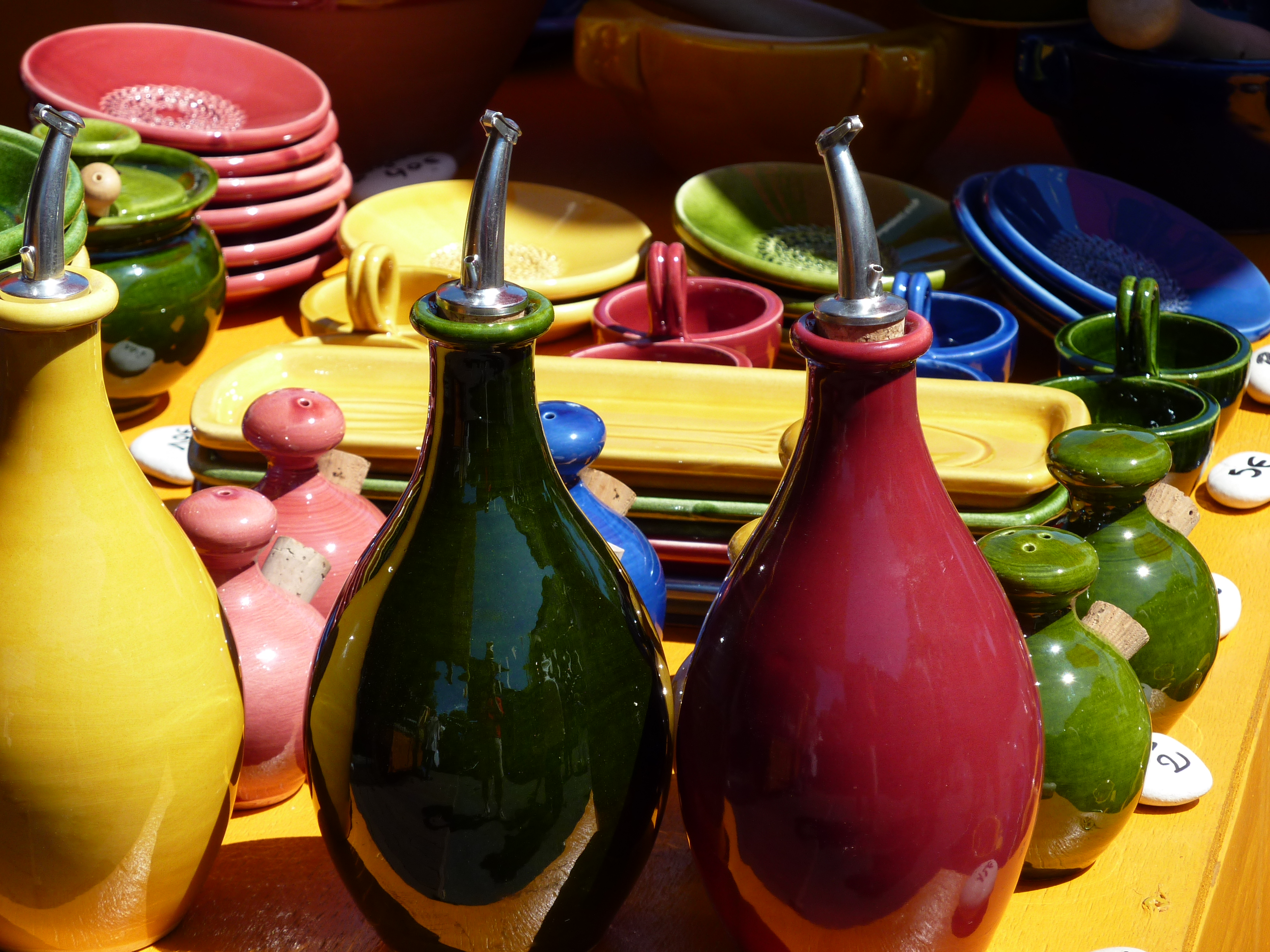
Poteries provençales
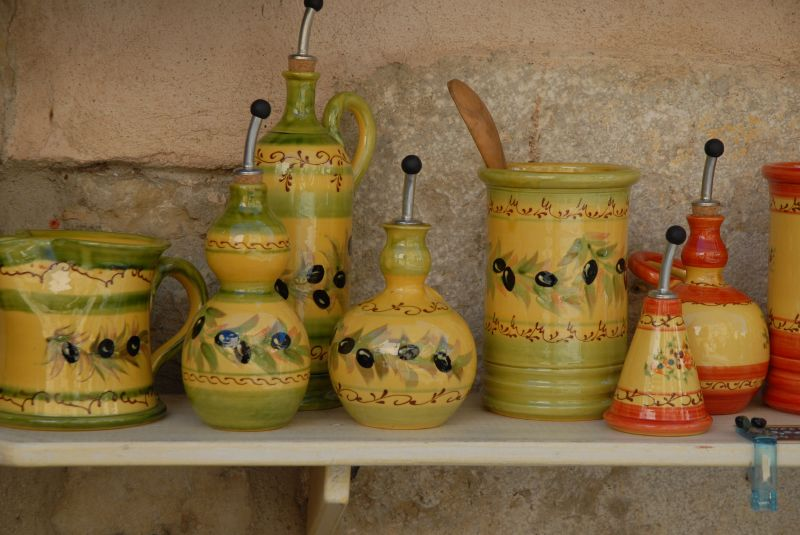
Poteries provençales
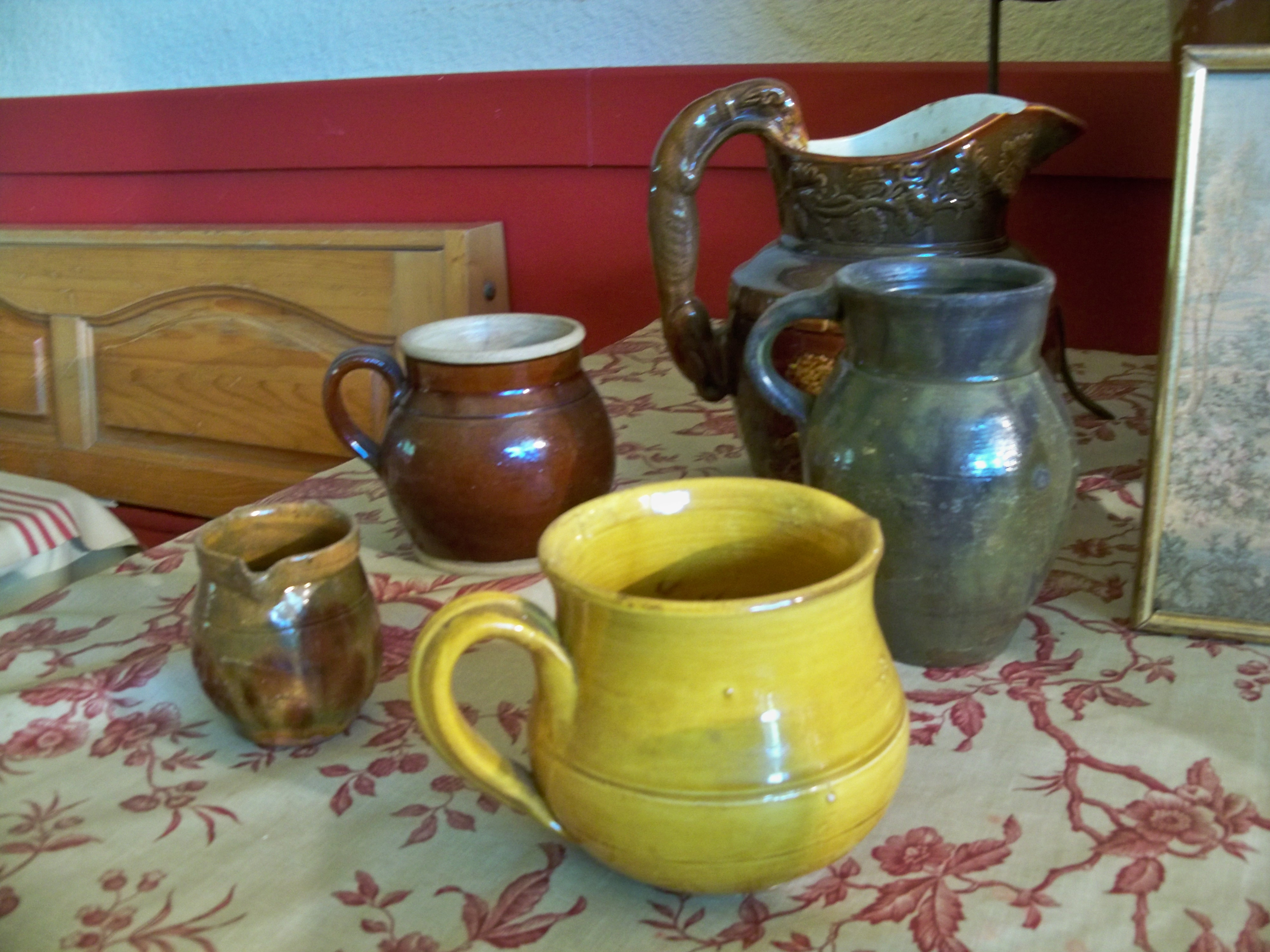
Poteries provençales
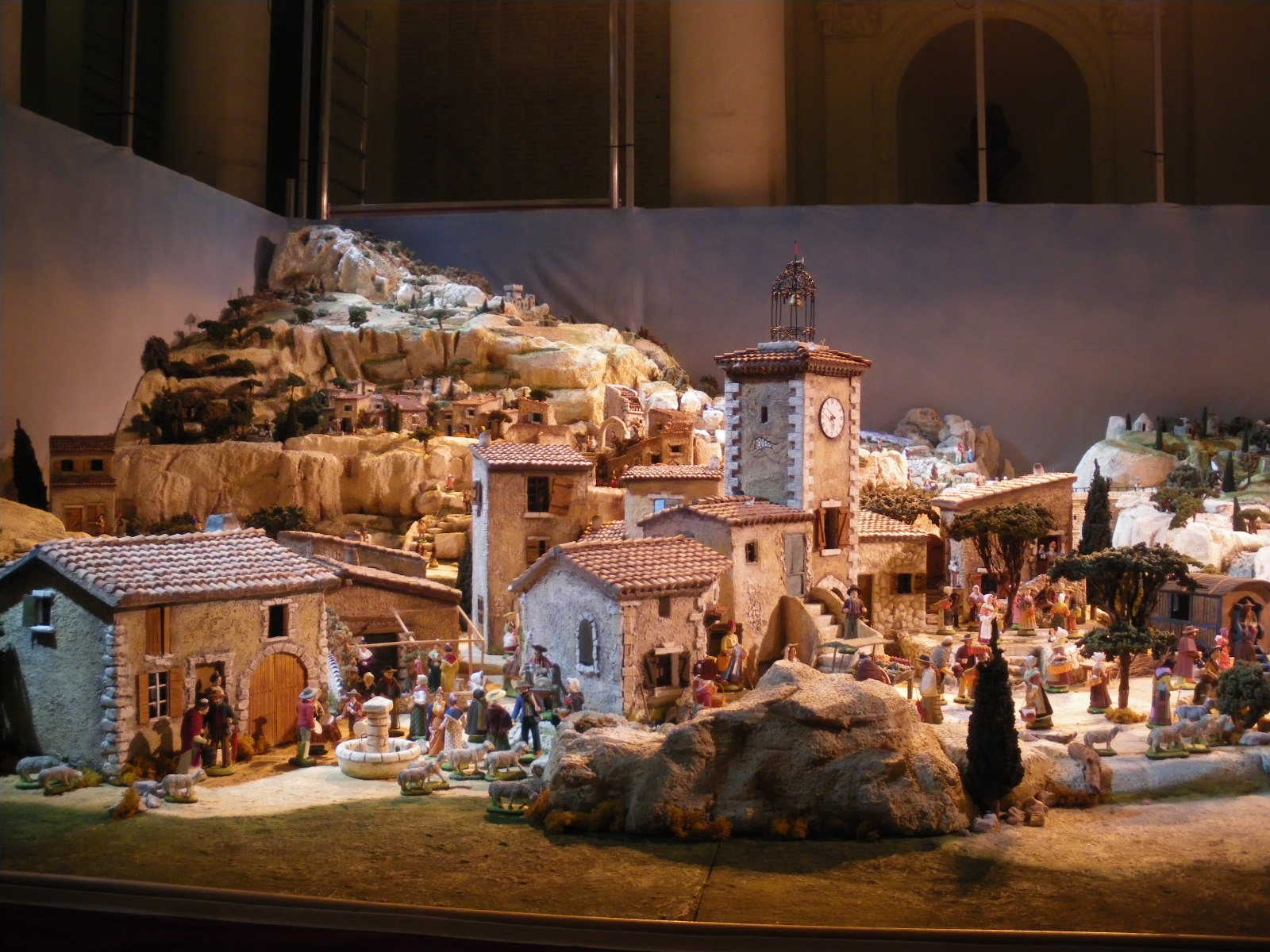
Crèche provençale
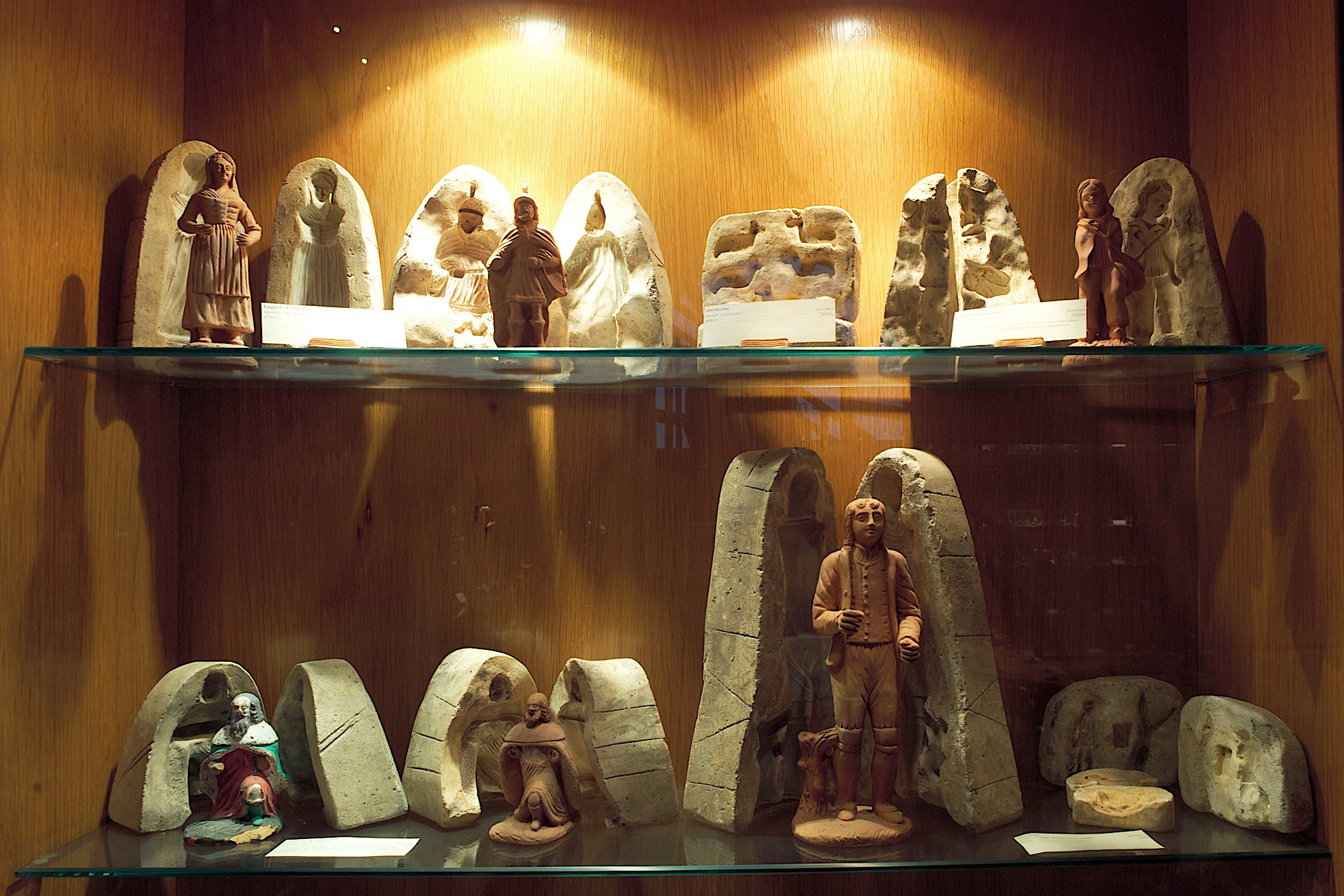
Santon de Provence
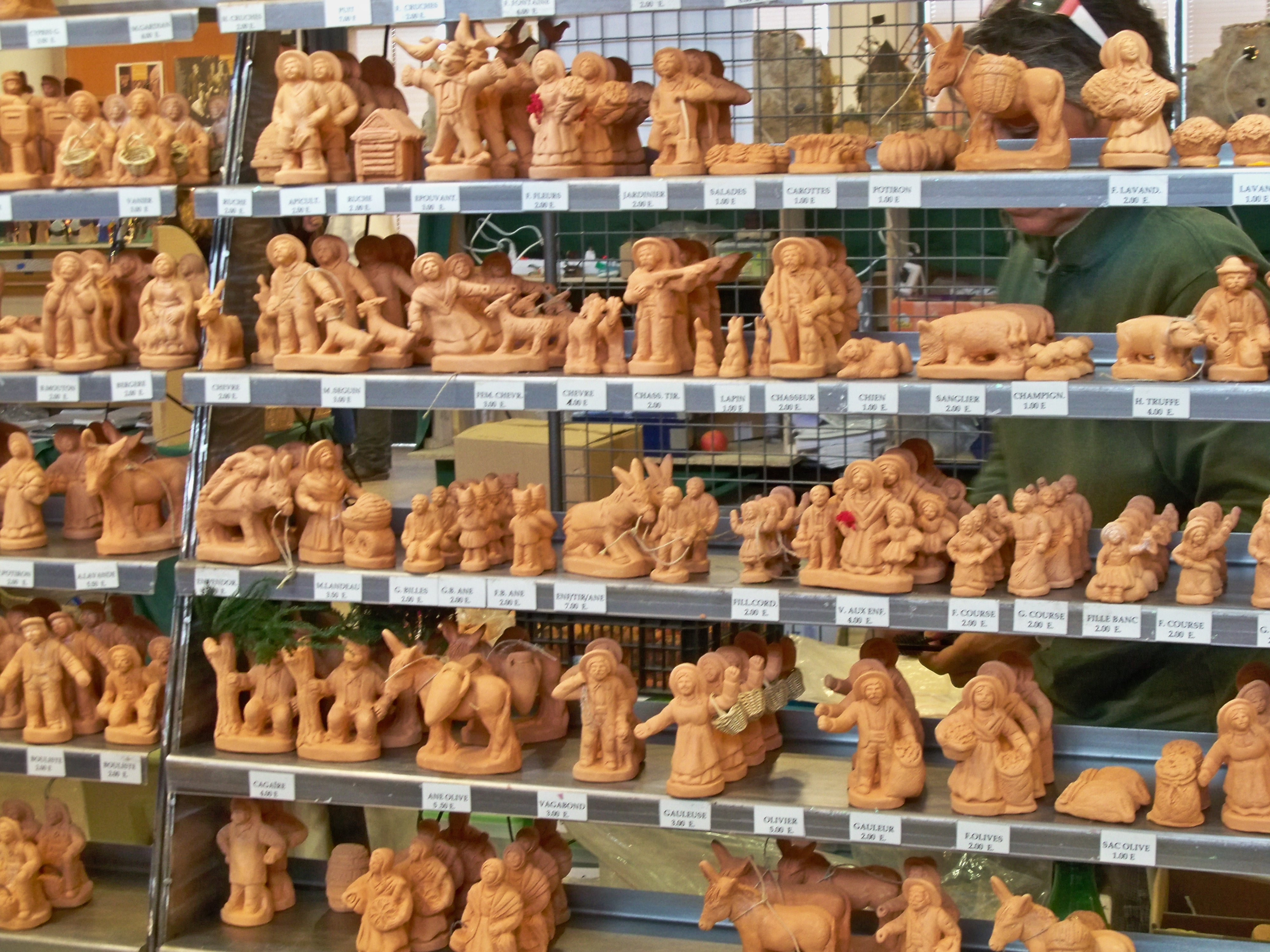
Santon de Provence

## Technique de fabrication

### Production
- Production antique ancienne : amphore, jarre, dolium...
- Habitat : brique, mosaïque, carreau, carrelage, tomette, tuile, tuile canal...

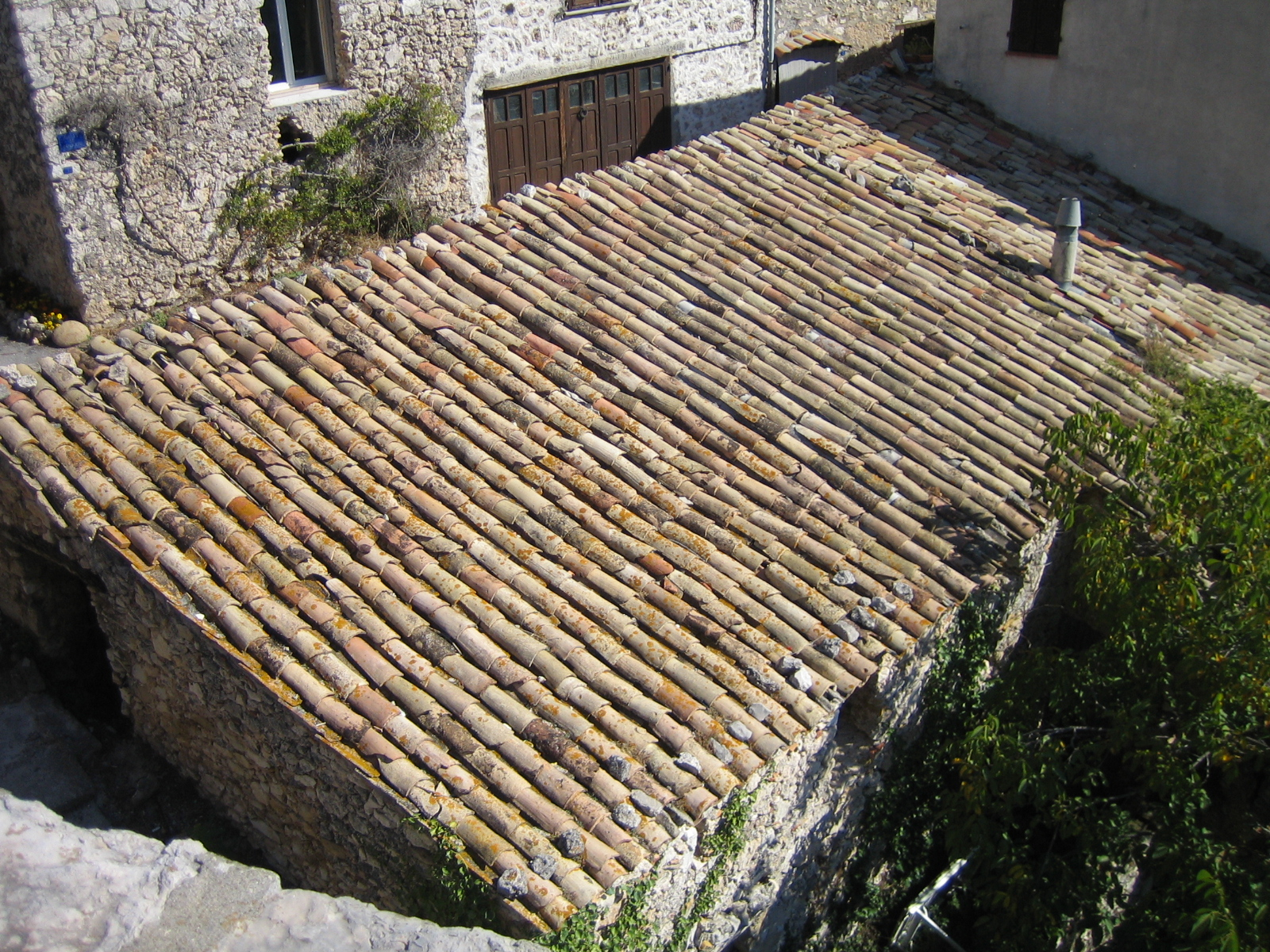
Tuile canal
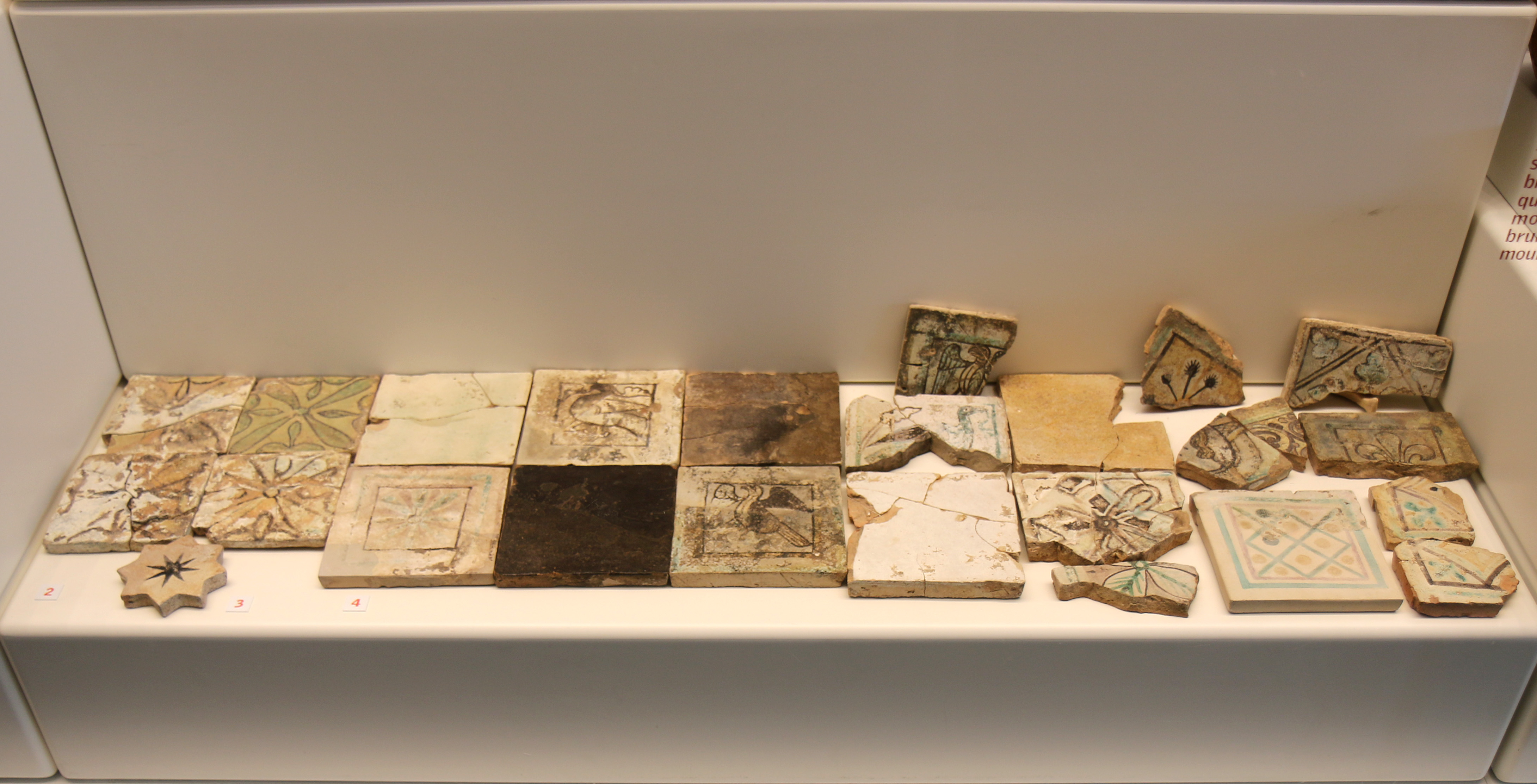
Carreaux à motif du XIIIe siècle, musée d'histoire de Marseille
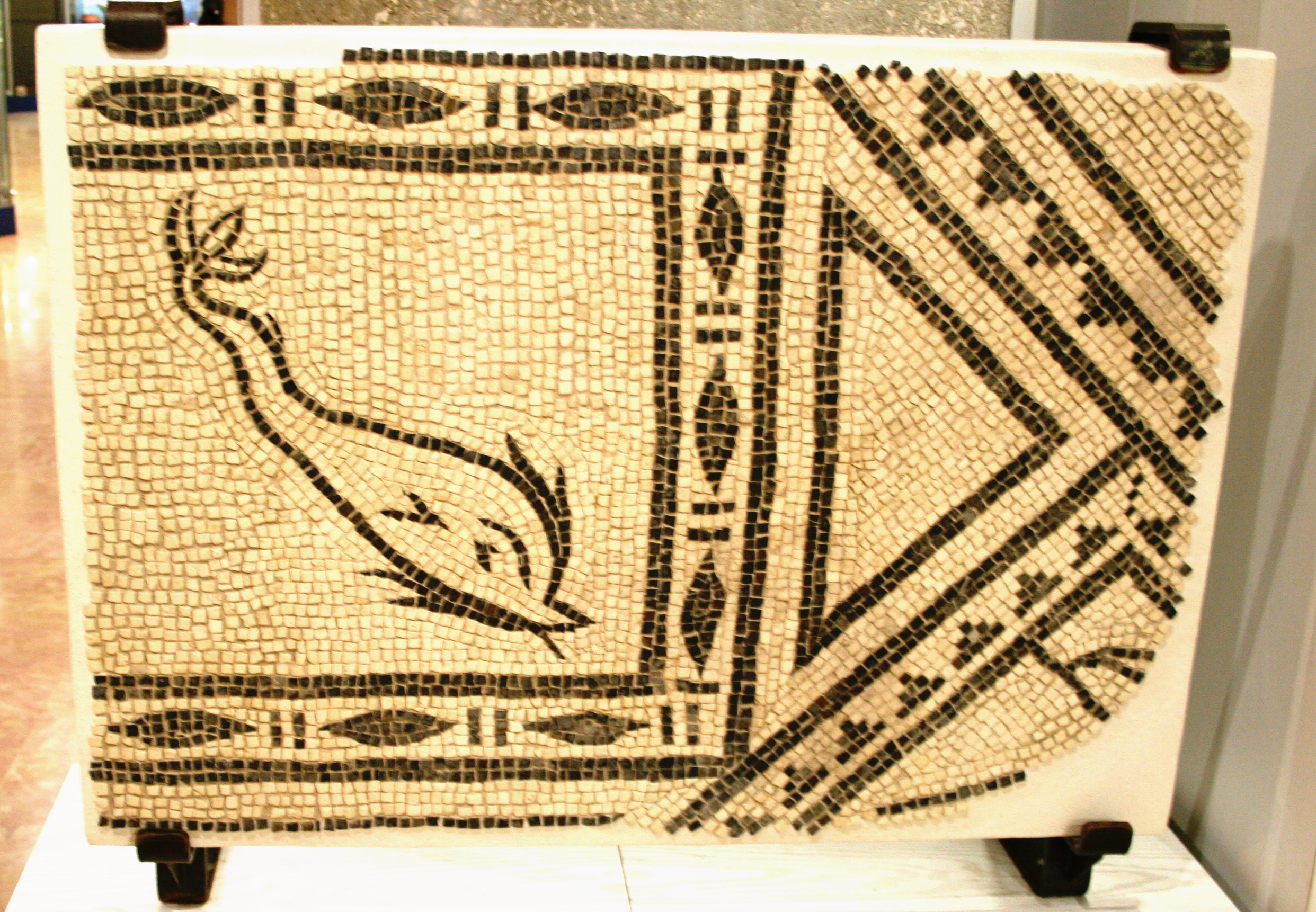
Mosaïques du Baptistère de la cathédrale Sainte-Marie-Majeure de Marseille
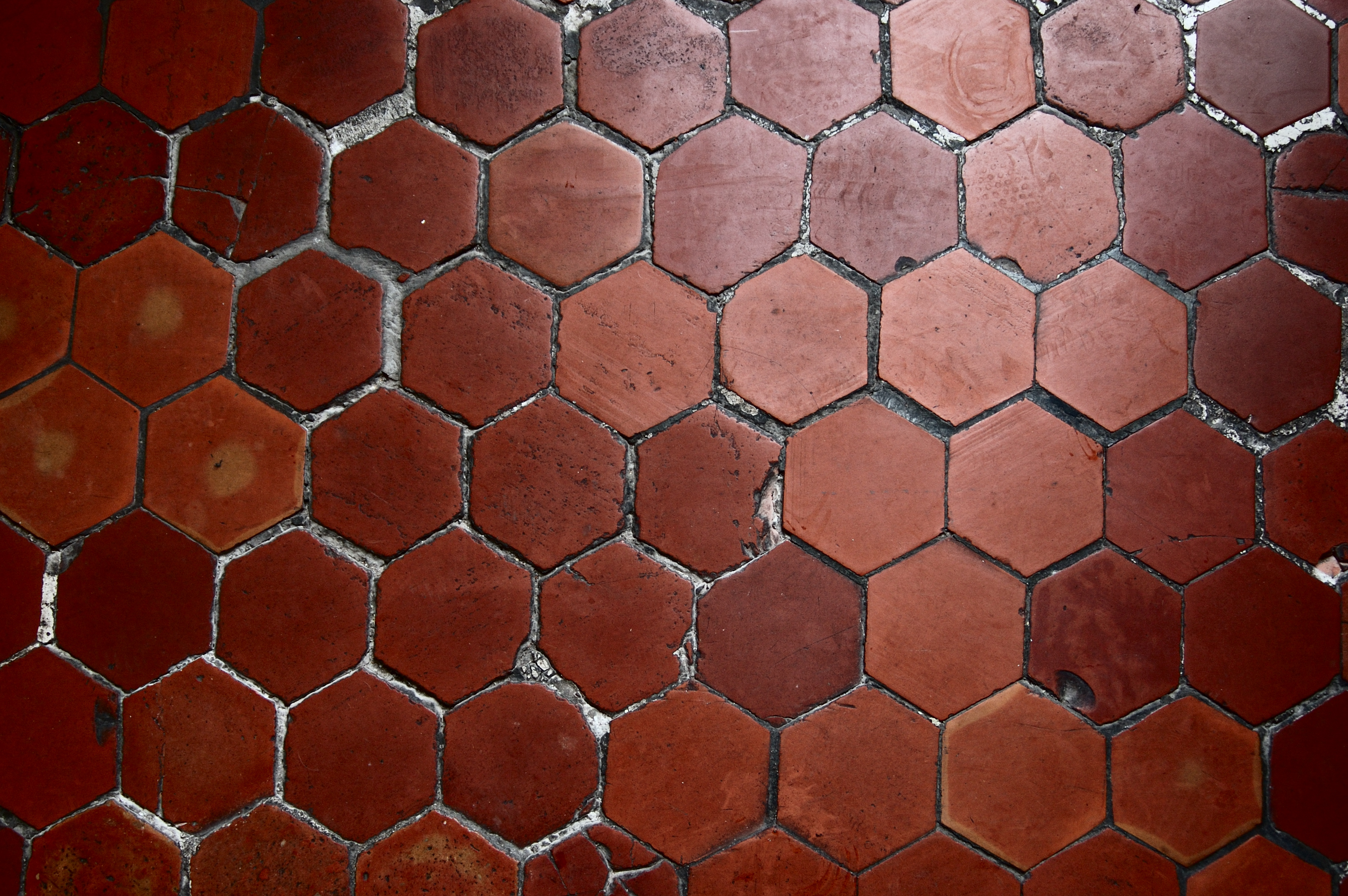
Tomette ancienne de Provence
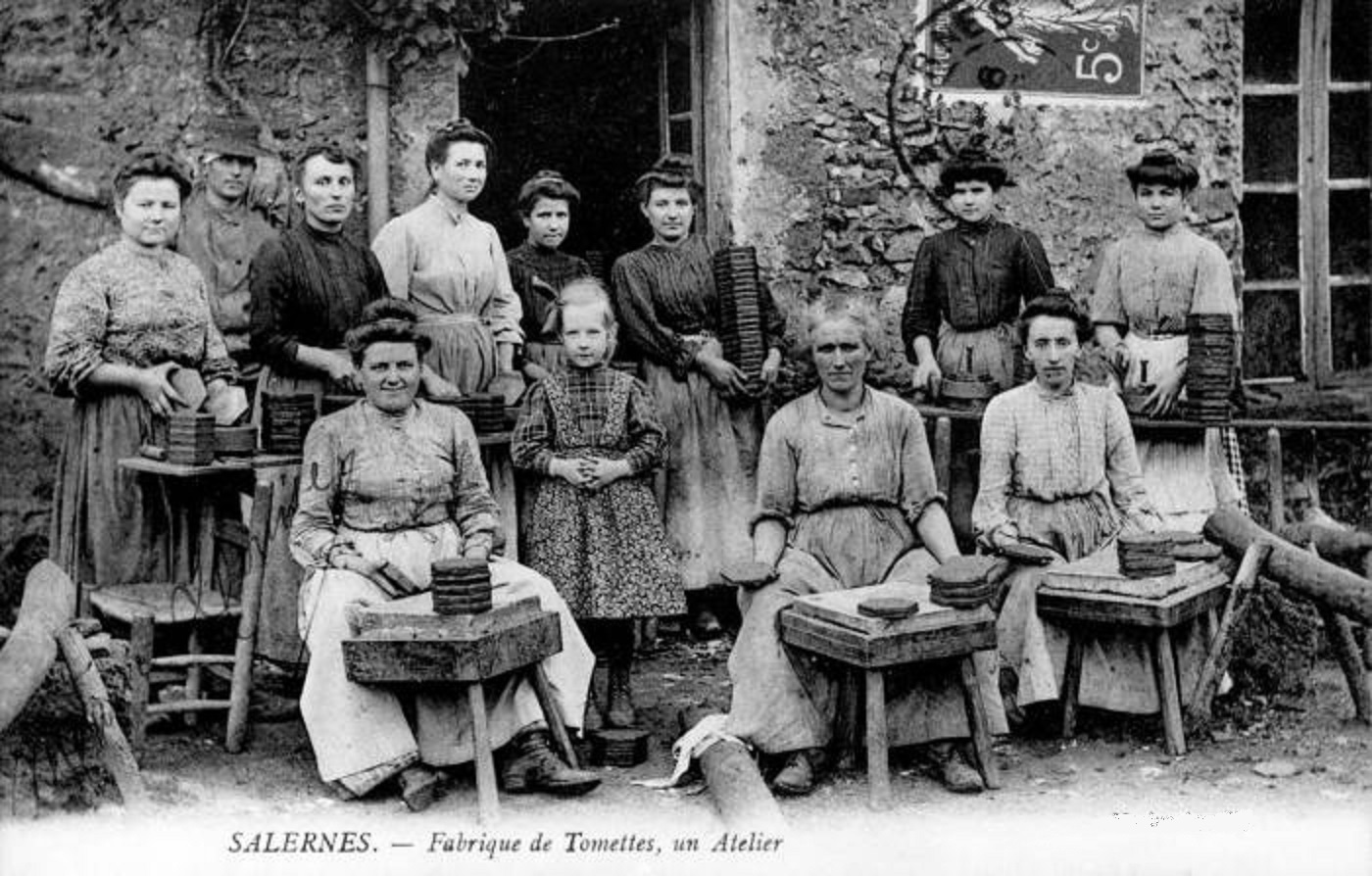
Ancienne fabrique de tomette de Salernes vers 1900

- Objets domestiques, d'artisanat d'art décoratif : pot de fleurs, vase, statuette, figurine, santon de Provence et crèche provençale...
- Arts de la table des cuisines provençale et de la Provence méditerranéenne : poterie, vaisselle, service de table, assiette, plat, tian provençal, daubière, mortier, écuelle, terrine, ramequin, cruche, pichet, bol, tasse, saladier, soupière...

Quelques plats traditionnels d'art de la table de la cuisine provençale
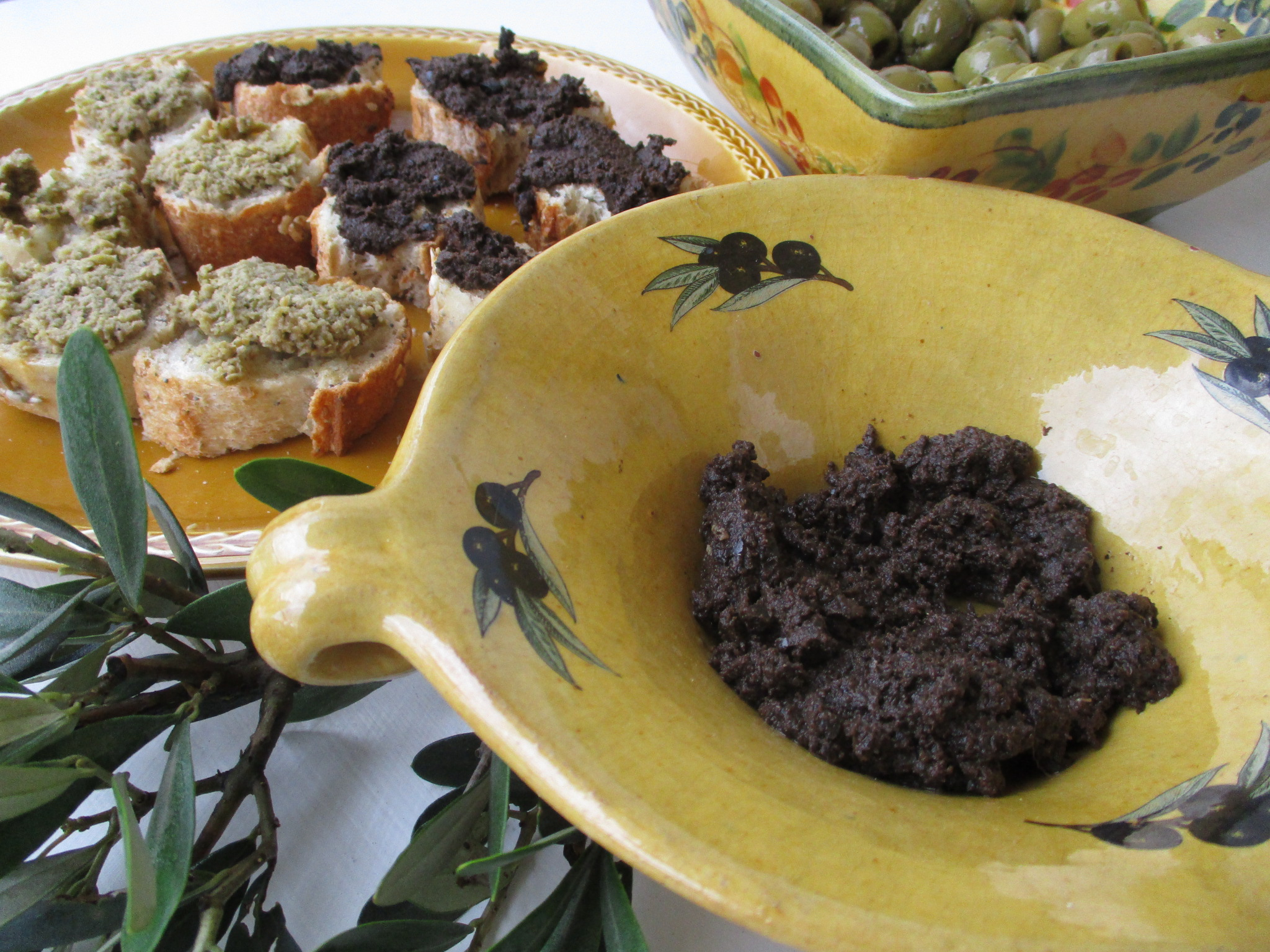
Olives et tapenade
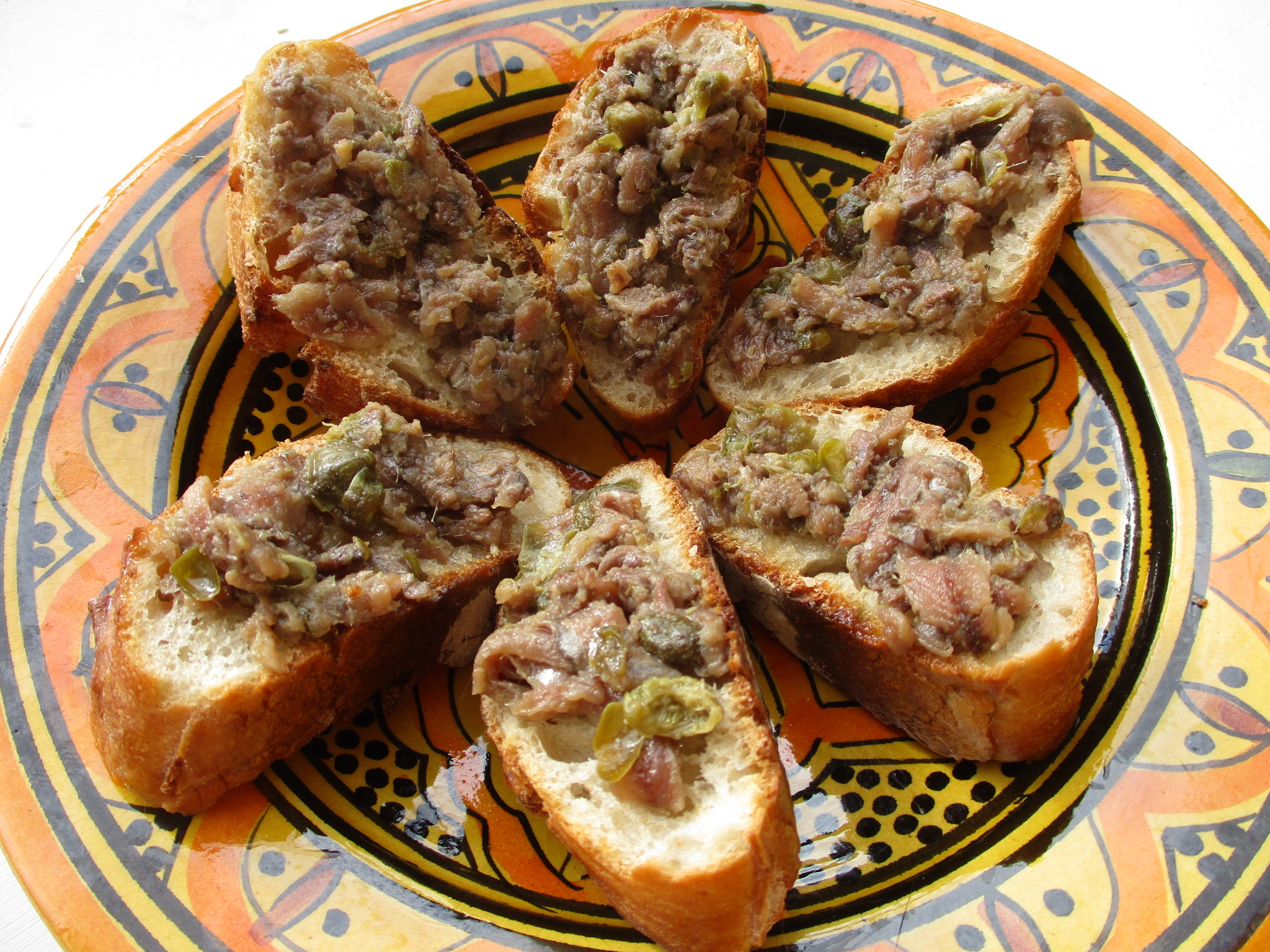
Anchoïade
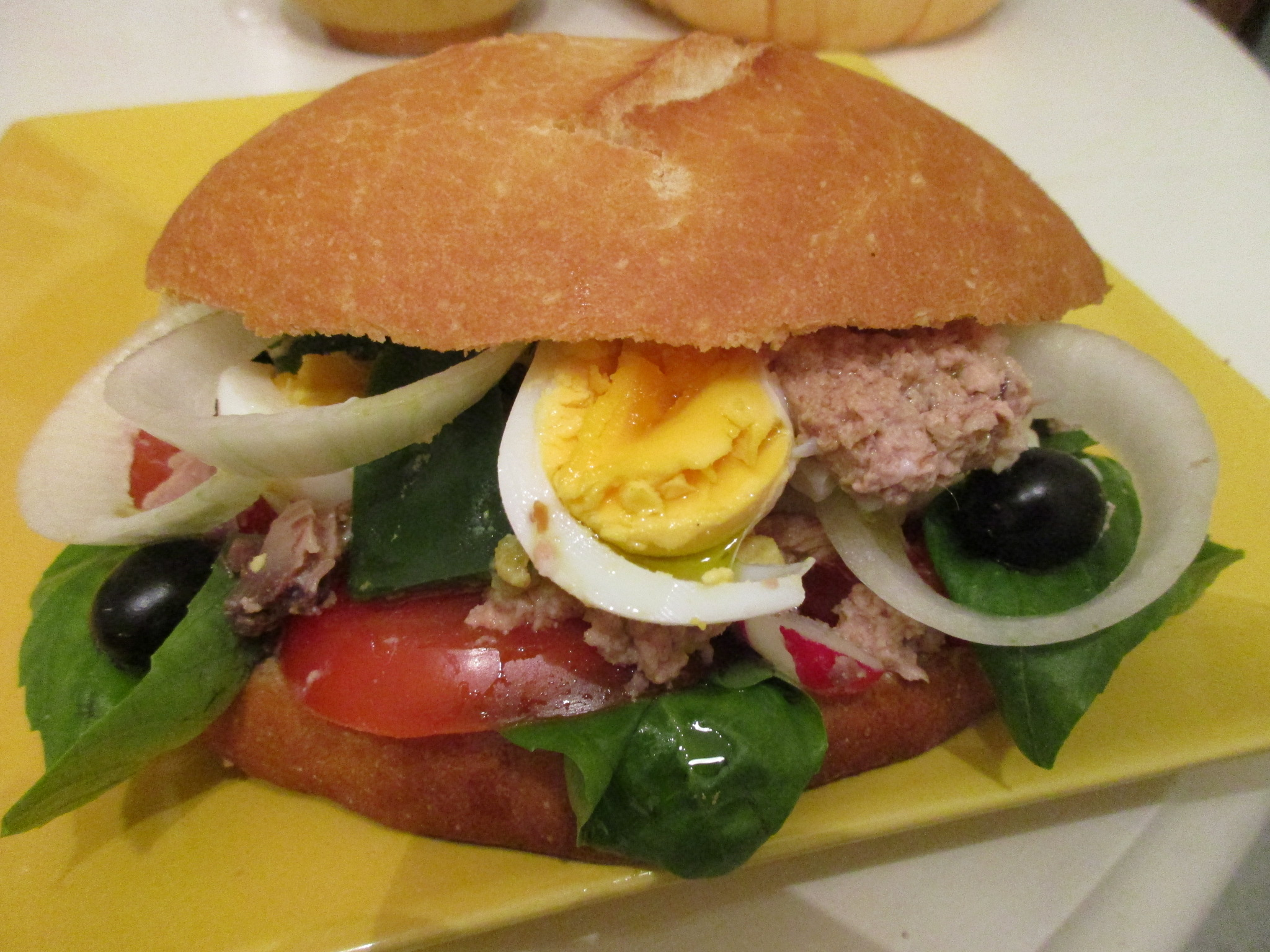
Pan bagnat
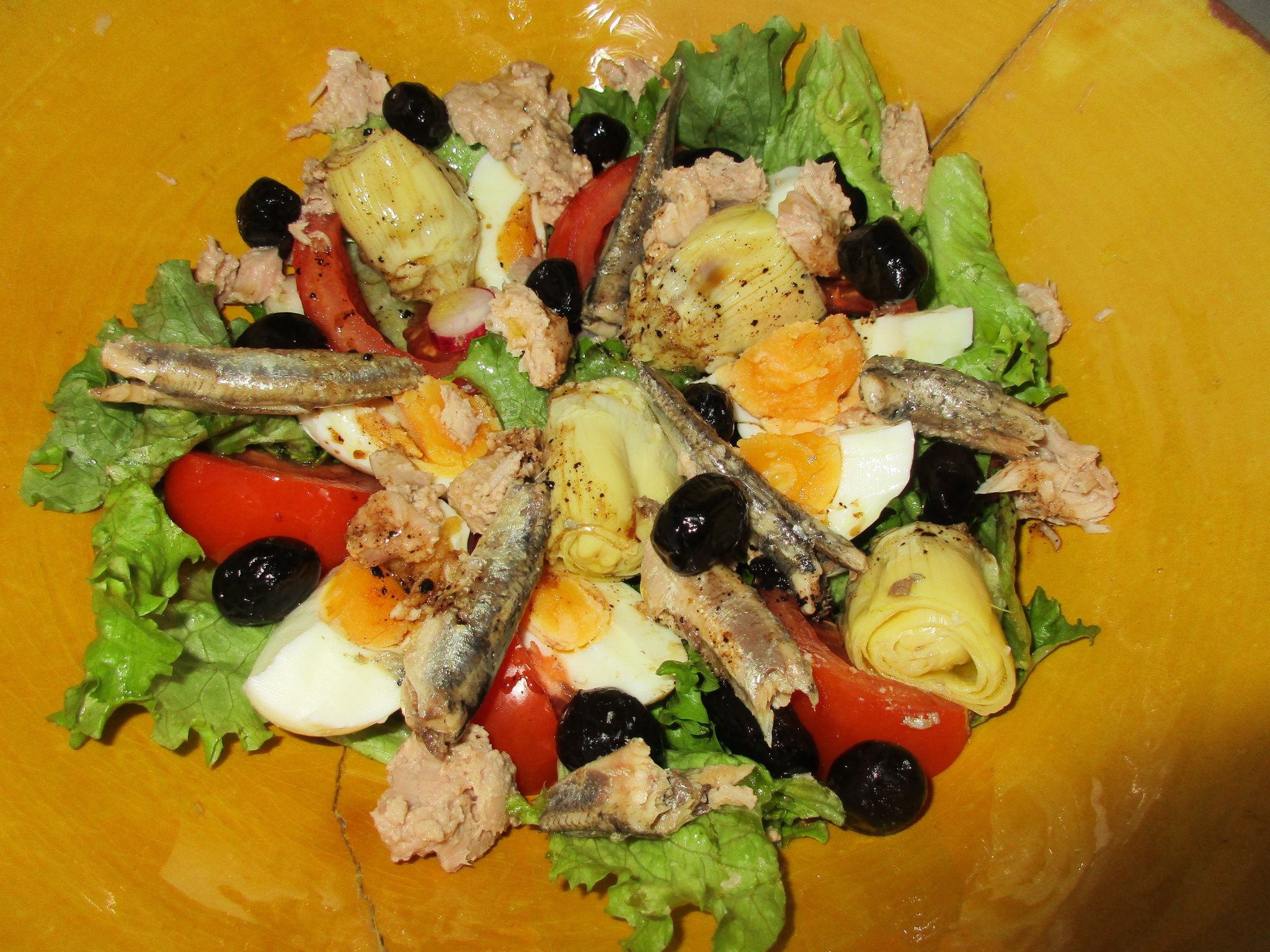
Salade niçoise
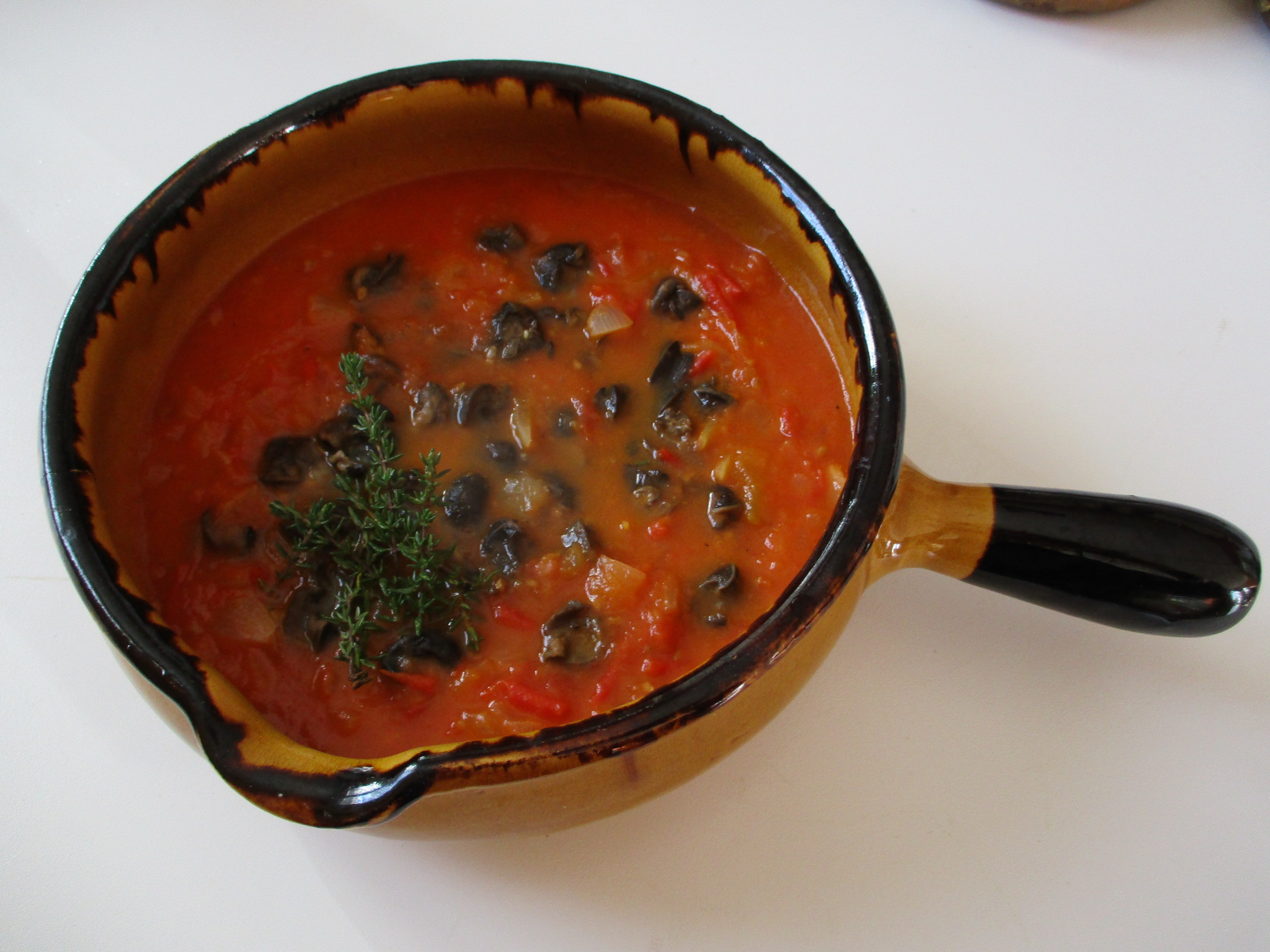
Escargots à la provençale
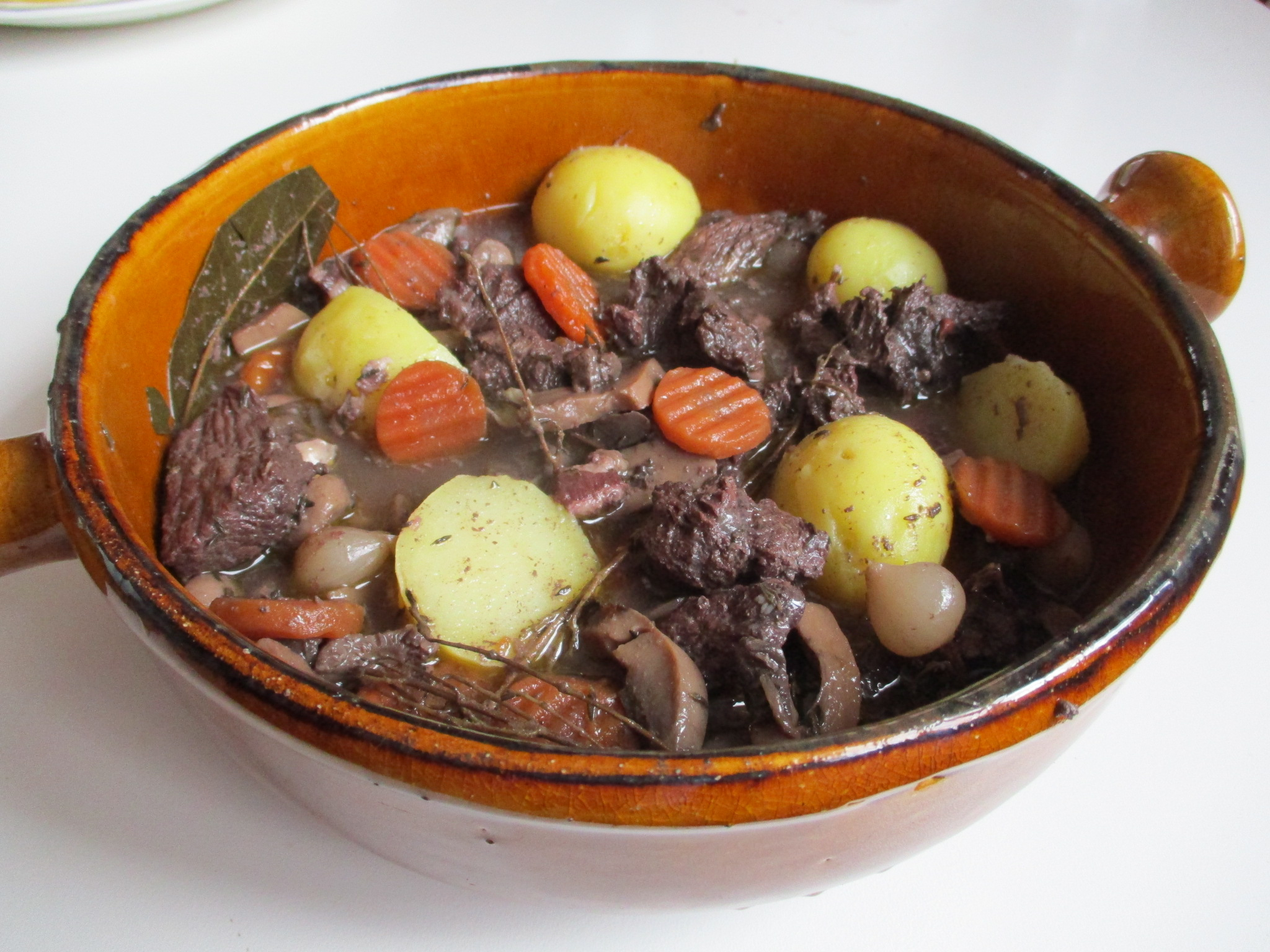
Daube provençale
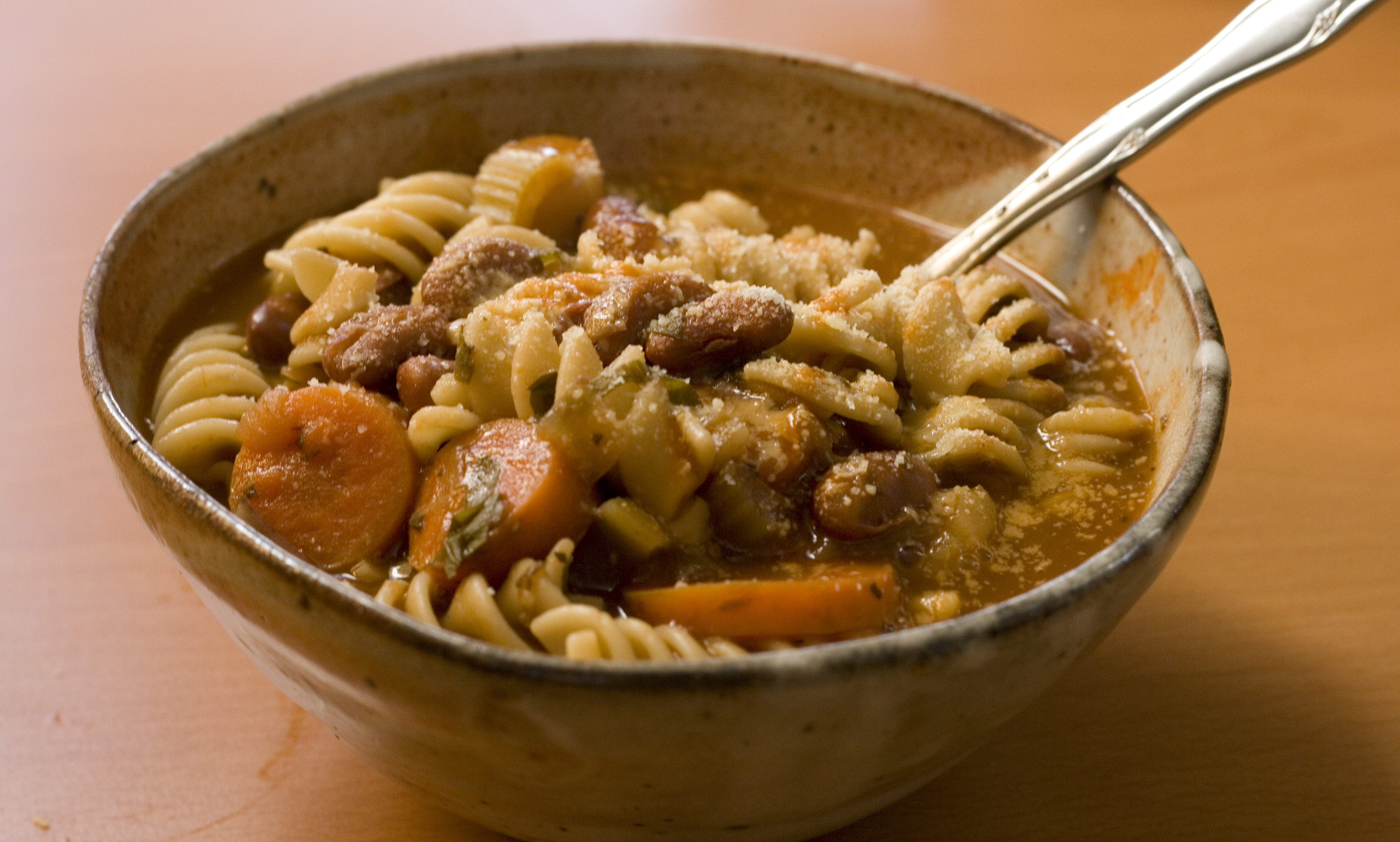
Minestrone
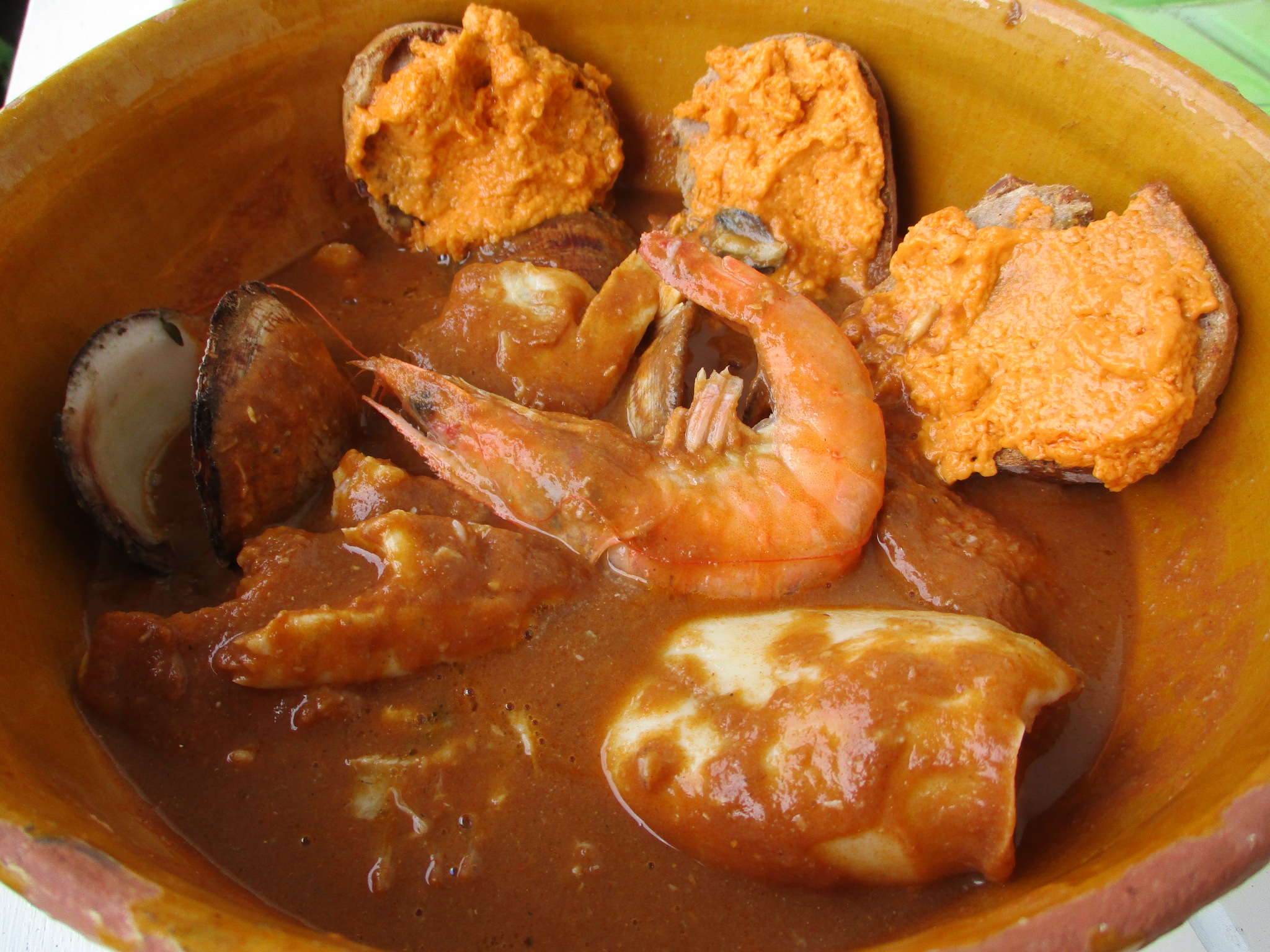
Bouillabaisse
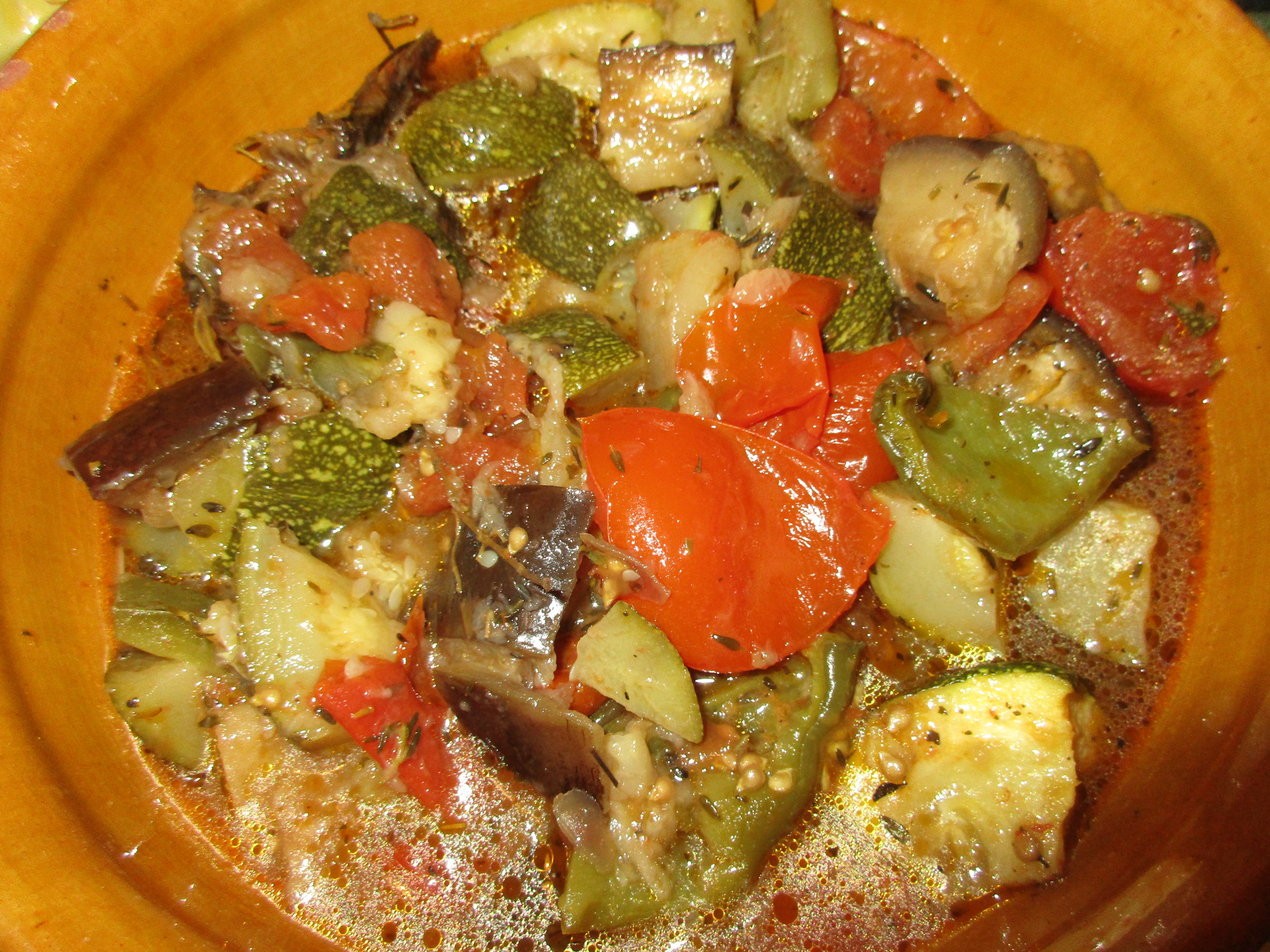
Ratatouille
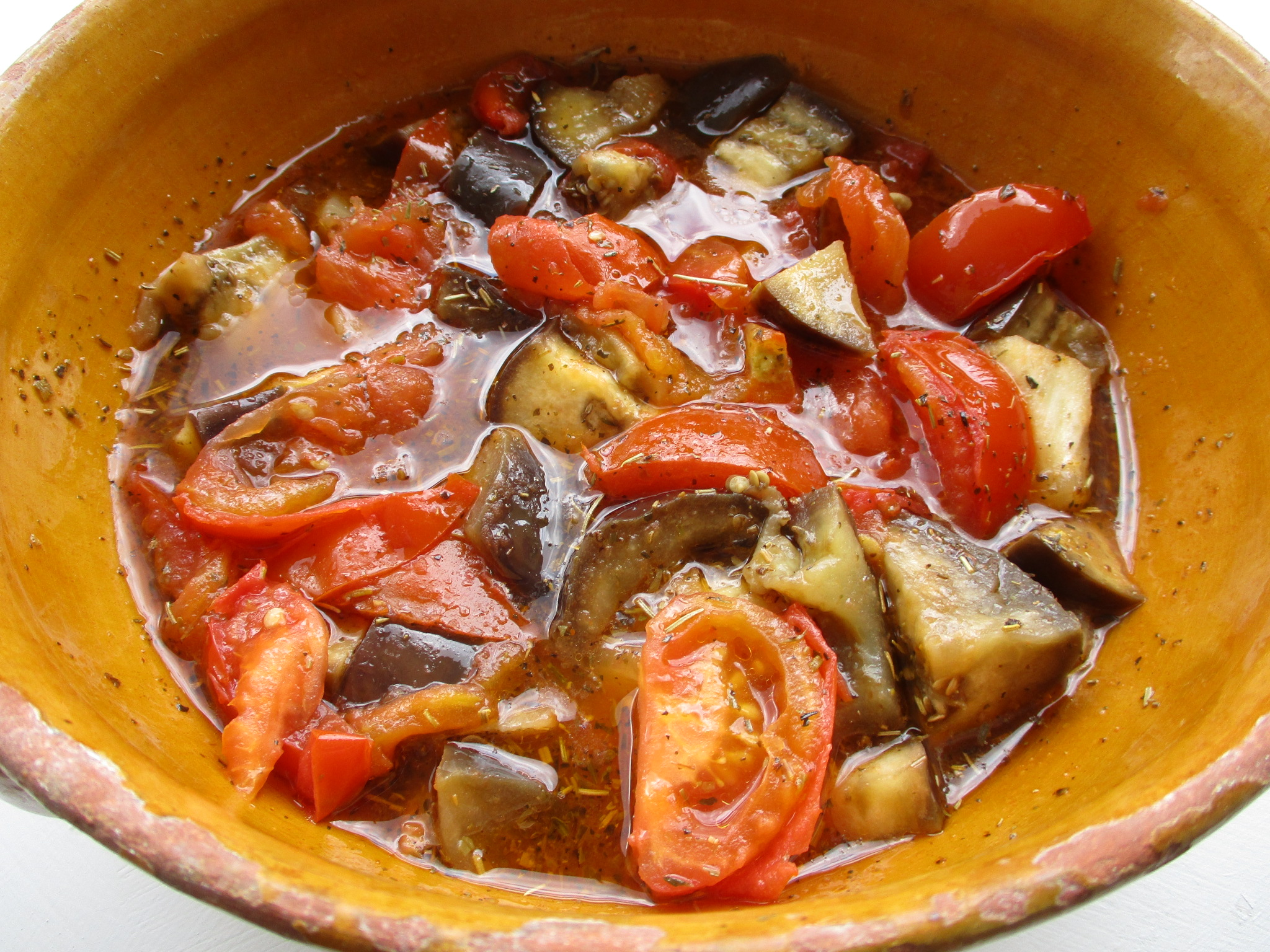
Bohémienne
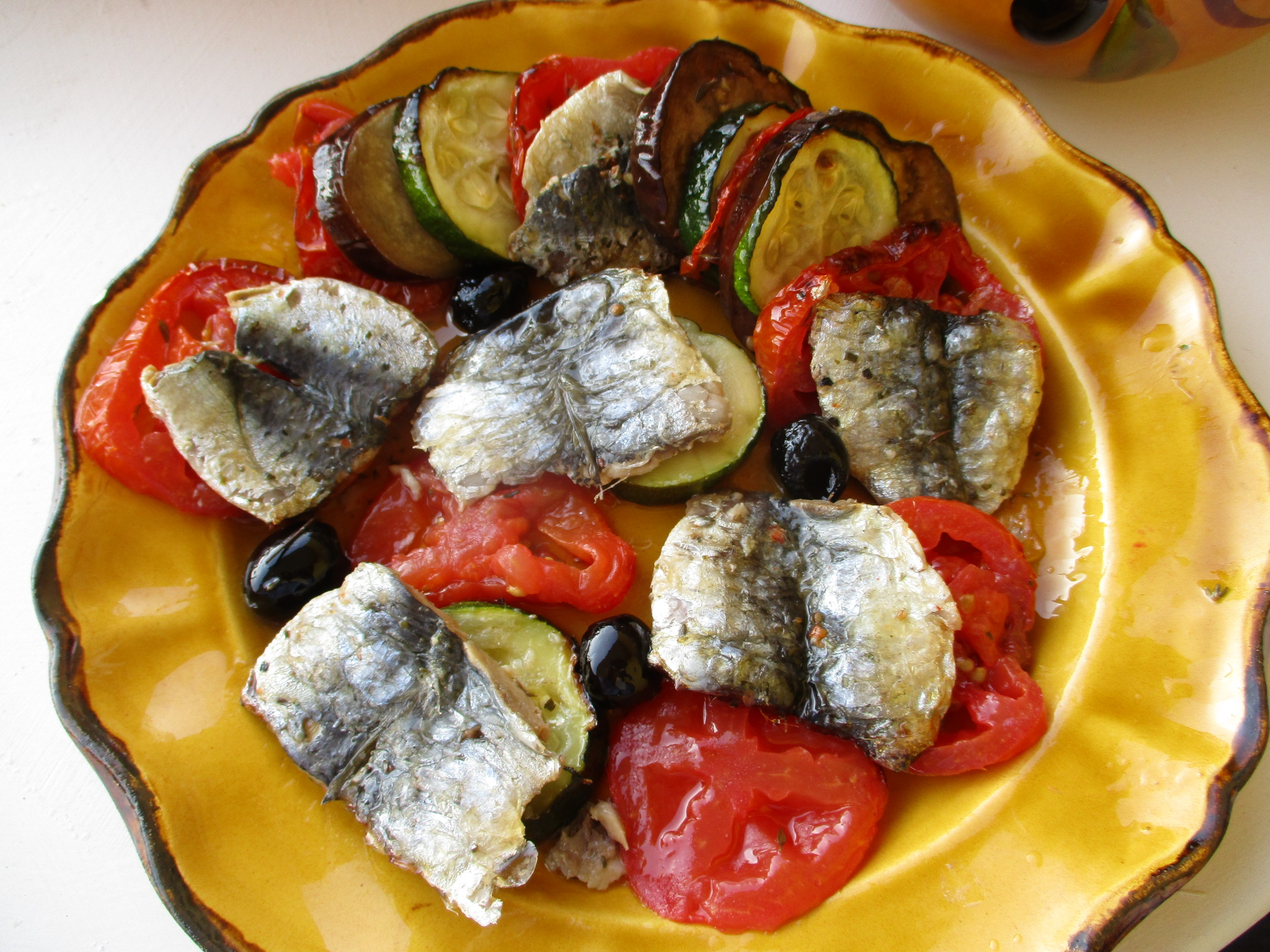
Tian provençal à la sardine
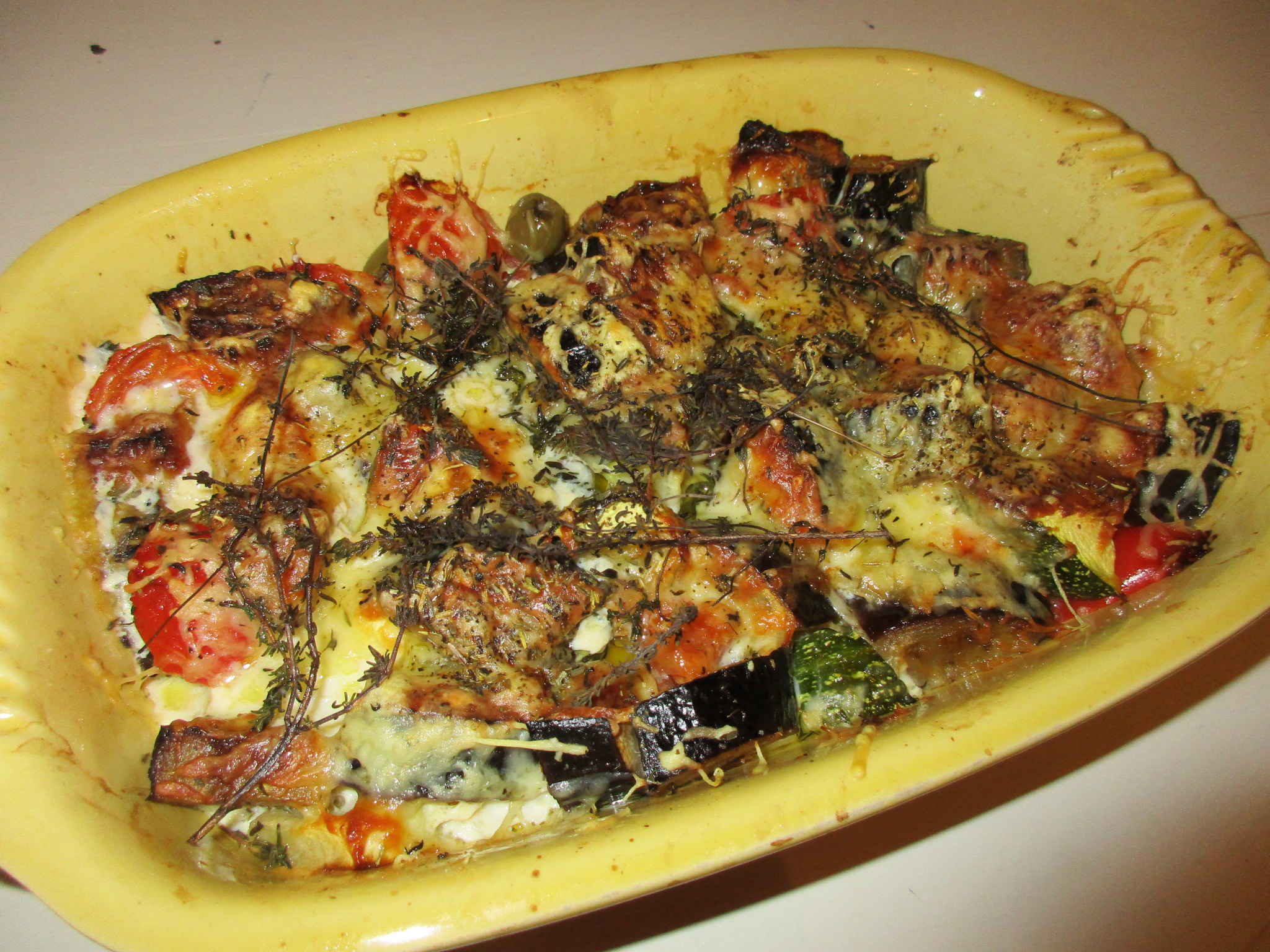
Tian provençal

### Fabrication
La fabrication d'objets en terre cuite, céramique, faïence, ou porcelaine, commence par le mélange de diverses variétés et qualités d'argiles, marnes, et silice (avec une qualité de matières premières abondantes en Provence-Alpes-Côte d'Azur). La pâte obtenue est conservée au repos (pourrissage) durant quelques semaines à quelques mois. Elle est ensuite façonnée à la main, au tour de potier, ou par moulage...  

### Cuisson
La terre cuite à partir de 600 à 800 °C se transforme en matériau réfractaire, plus solide, plus étanche, et plus résistante aux hautes températures des feux de cuisson directs. Les objets façonnés sont cuits au four à poterie, environ 8 heures de 850 °C à 1 150 °C selon la nature de la terre et des argiles utilisées. Contrairement au grès (céramique) particulièrement résistant, composé d'une argile à très forte teneur en silice, ou à la porcelaine totalement vitrifiée, la terre cuite reste poreuse après cuisson (non étanche à l'eau, et sensible au gel). Son étanchéité peut être assurée par émaillage. 

### Décoration
Les pièces fabriquées peuvent être rendues étanches et décorées par émaillage, au pinceau à l'aide d'oxydes métalliques, broyés et dilués, de différentes couleurs, ou trempées de façon partielle ou totale, dans des bains de glaçure alcaline à base de sel (chimie), de plomb ou d'étain. À la suite d'une seconde cuisson à 960 °C durant 5 heures pour la faïence, les sels fondent et donne un aspect glacé. En mélangeant diverses formules de sel minéraux, on obtient les différentes teintes : jaune, orange, vert, rouge, brun foncé, aux couleurs  de la région Provence-Alpes-Côte d'Azur (drapeaux de Provence-Alpes-Côte d'Azur)...